# Sir Gawain és a Zöld Lovag

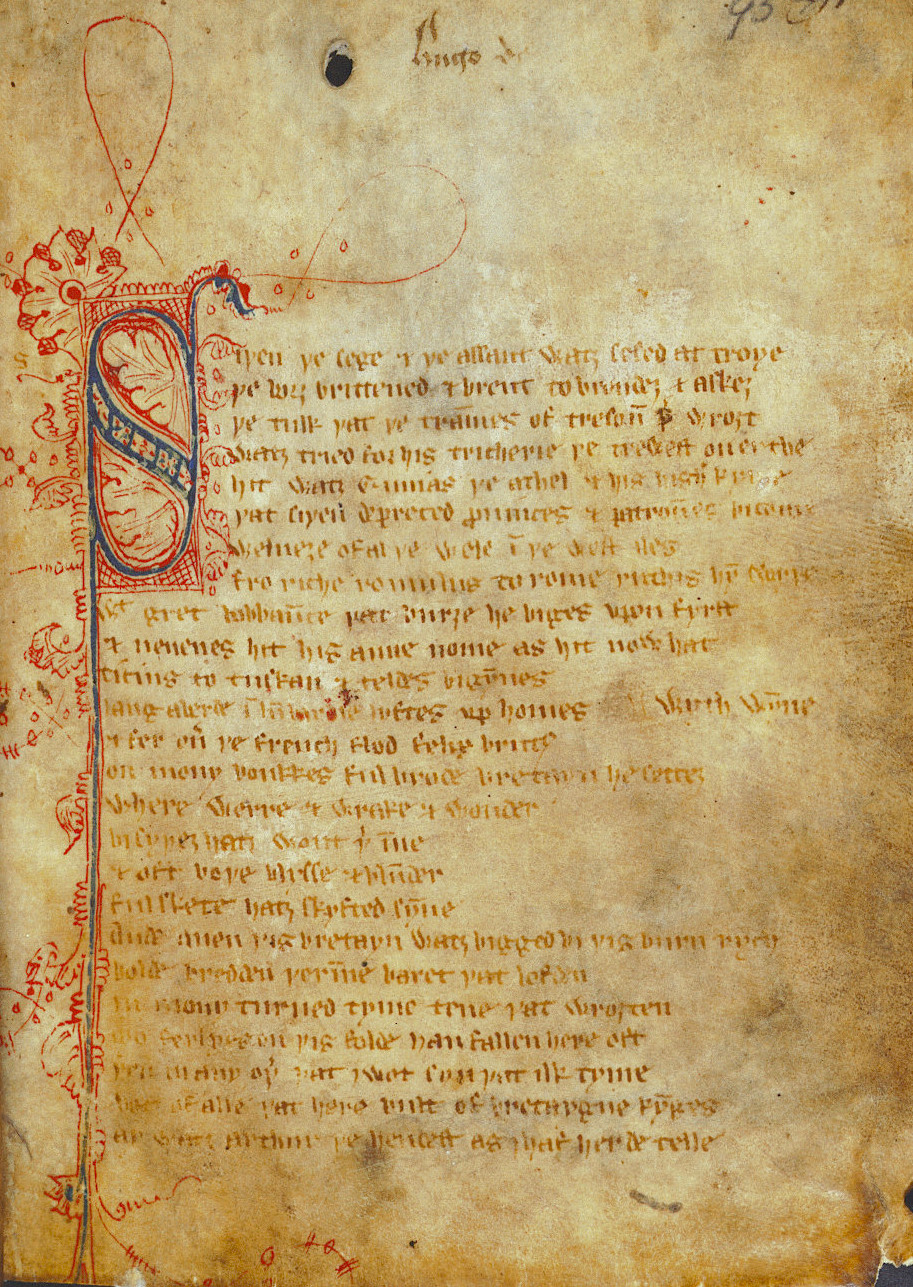
Az eredeti Gawain-kézirat, a Cotton Nero A. x.

A Sir Gawain és a Zöld Lovag (angolul: Sir Gawain and the Green Knight) késő 14. századi, középangol, alliteráló verses lovagregény avagy románc, amely Artúr király és a kerekasztal lovagjának, Sir Gawainnek kalandjairól szól. A költeményben Sir Gawain elfogadja egy rejtélyes harcos kihívását, aki tetőtől talpig, ruhájától a hajáig, a szakálláig, sőt egészen a bőréig zöld. Ez a Zöld Lovag felajánlja, hogy bárki csapást mérhet rá a bárdjával, amennyiben hajlandó vállalni a viszonzást egy évvel és egy nappal később. Gawain egyetlen suhintással leüti a fejét, ám a Zöld Lovag feláll, felveszi a fejét, és emlékezteti Gawaint, hogy a megadott időpontban találkoznak. Gawain igyekezete, hogy ígéretét betartsa, valamint úti kalandjai a lovagság és hűség eszményének tükrei. Noha a szöveg 14. századi, maga a történet az Artúr-legendák egyik legrégebbike.
Az elbeszélő költemény egyetlen kéziratváltozatban, az úgynevezett Cotton Nero A. x.-ben maradt fenn, amely három vallási tárgyú verset is tartalmaz, ezek a Pearl (Gyöngy), a Cleanness (Tisztaság) és a Patience (Türelem). Általános vélekedés szerint mind a négynek ugyanaz az ismeretlen „Gyöngy-költő” vagy „Gawain-költő” a szerzője. Mind a négy költemény a középangol nyelv északnyugat-midlandsi dialektusában íródott, ily módon a történet a tájegység walesi és angol hagyománykincséből merít, korábbi „lefejezősdi”-történetekből kölcsönöz, s a becsület és a lovagi eszmény által a veszélyekkel szemben megkívánt helytállást példázza.
A mű bonyolult cselekménye és színpompás nyelvezete mellett elsősorban finom középkori szimbolikájával érdemel figyelmet. A Zöld Lovag, a lefejezés motívuma, az öv, amelyet Gawain a bárd elleni védelmül kap, mind-mind jelképi jelentőségű, s kelta, germán és egyéb folklórból és kulturális hagyományból táplálkozik. Maga a Zöld Lovag egyesek szerint a mitikus zöld ember megfelelője, míg mások krisztusi allúziónak vélik.
A Sir Gawain és a Zöld Lovag az egyik legfontosabb példája a középkori románc műfajának, amelynek hőse valamely áhított cél elérésére törekedve teszi próbára képességeit. A költemény többértelmű befejeződése révén azonban összetettebb a műfaj más képviselőinél. A keresztény értelmezés az apokalipszis ábrázolását látja benne, és párhuzamot von Gawain és Lady Bertilak, valamint Ádám és Éva története között. A feminista értelmezések egymásnak is ellentmondóak: egyik szerint elejétől végéig a nők uralják a cselekményt, másik szerint ez merőben illúzió. Kultúrtörténészek szemében leginkább a kor és a tájegység walesi és angol lakosai közti feszült viszonyt eleveníti meg a költemény. A mű hatása mindenesetre máig érvényesül, jelentős szerzők (J. R. R. Tolkien és Simon Armitage) fordították le modern angolra, színpadi és filmváltozatok is készültek belőle.

## A cselekmény

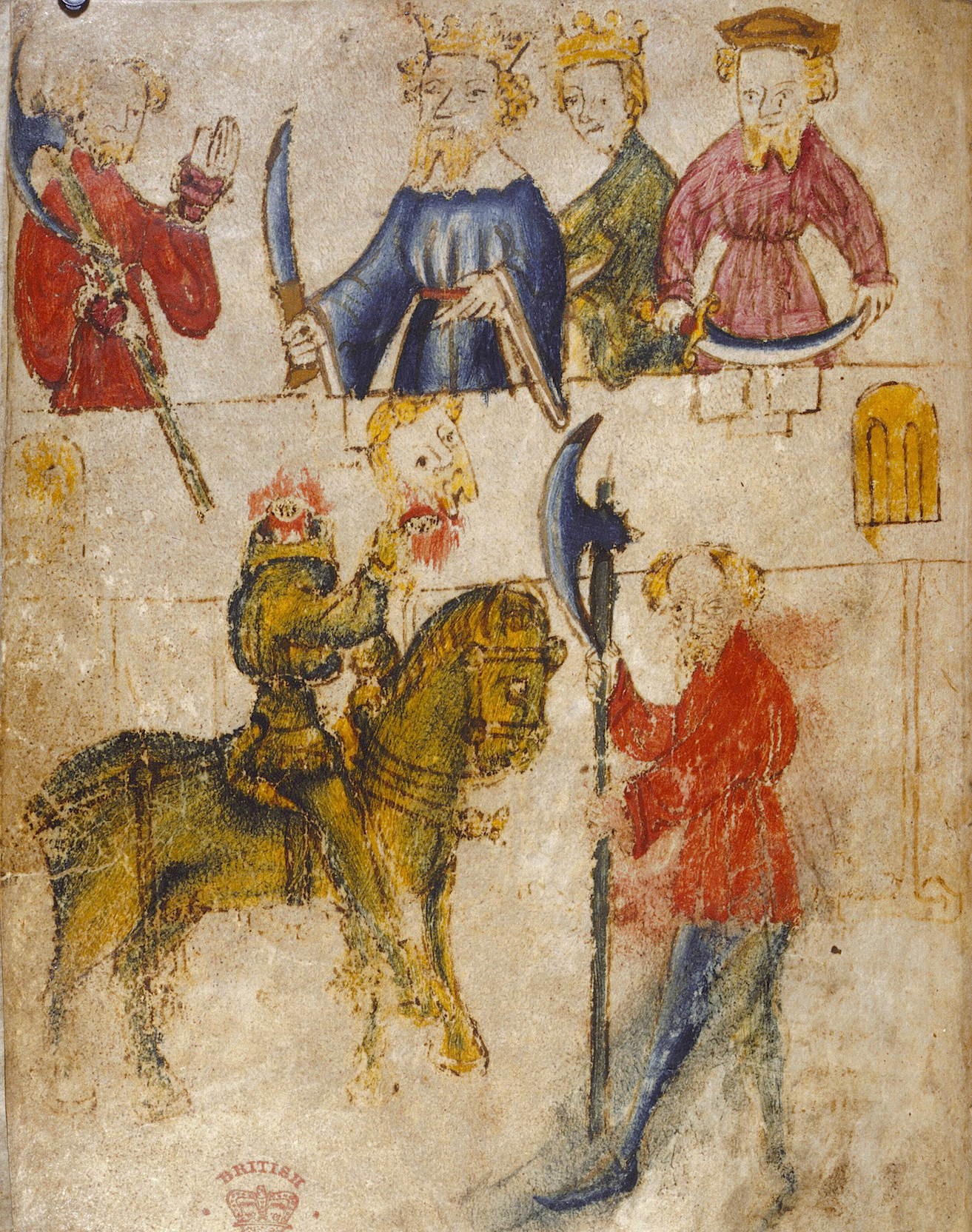
Sir Gawain és a Zöld Lovag (az eredeti kéziratból, ismeretlen művész festménye)

A történet újév napján kezdődik Camelot várában, ahol Artúr király és a kerekasztal lovagjai éppen lakomáznak és ajándékokat váltanak. Egy hatalmas termetű zöld lovag lép be a terembe, és fogadást ajánl. Bárki lecsaphat rá egyszer a bárdjával, de cserébe neki, a Zöld Lovagnak is jár egy ütés egy év és egy nap múlva. Sir Gawain, Artúr legifjabb lovagja s egyben unokaöccse elfogadja a kihívást. Egyetlen csapással levágja az óriás fejét, arra számítva, hogy az meghal. Ám a Zöld Lovag felkapja a fejét, emlékezteti Gawaint, hogy egy év és egy nap múlva találkoznak a Zöld Kápolnában, majd ellovagol.
Az időpont közeledtével Sir Gawain útnak indul, hogy megkeresse a Zöld Kápolnát, és teljesítse a Zöld Lovagnak tett ígéretét. Számos kaland és csata után, az éhhalál küszöbén egy szépséges várra bukkan, ahol megismerkedik Bertilak de Hautdeserttel, a vár urával és gyönyörű feleségével; mindketten örülnek, hogy ilyen híres lovagot láthatnak vendégül. Gawain elmeséli nekik, hogy újév napján meg kell jelennie a Zöld Kápolnában, ezért folytatnia kell útját, mert már csak néhány nap van hátra. Bertilak nevetve közli vele, hogy a kápolna mindössze két mérföldnyire esik onnan, és arra kéri Gawaint, maradjon még a várában.
Bertilak másnap, mielőtt vadászni indulna, alkut kínál Gawainnek: neki adja vadászzsákmányát cserébe azért, amire ő tesz majd szert aznap a várban. Gawain beleegyezik. Bertilak távoztával megjelenik Gawain hálószobájában Lady Bertilak, a várúrnő, és megpróbálja elcsábítani. Hiába próbálkozik azonban, a lovag mindössze egy csókot hajlandó elfogadni. Amikor Bertilak hazatérve átadja neki az elejtett szarvast, vendége a hölgy csókjával viszonozza ezt, de nem árulja el, kitől kapta. Másnap a hölgy ismét felkeresi, Gawain azonban kitér a közeledés elől, így a vaddisznózsákmányért mindössze két csókot adhat cserébe. A hölgy a harmadik reggelen is megjelenik nála, ekkor aranygyűrűt kínál neki, s mivel a vendég visszautasítja, egy zöld selyemövet tukmál rá, amely megóvja majd a fizikai veszedelmektől. Három csókot váltanak, s amikor aznap este Bertilak egy rókával tér haza, Gawain a három csókot adja érte, de az övet megtartja magának.
Másnap Gawain elindul a Zöld Kápolna felé az övvel. A kápolnában ott találja a Zöld Lovagot, amint éppen a bárdját feni, s megegyezésük értelmében le is hajtja a fejét, hogy fogadja a csapást. Az első suhintásra Gawain összerezzen, és a Zöld Lovag kigúnyolja érte. Azután kétszer egymás után lesújt, de visszafogja a bárdot, s csak harmadjára ejt egy kis sebet Gawain nyakán. Ezután a Zöld Lovag felfedi magát: nem más ő, mint Bertilak de Hautdesert, a vár ura, és elmondja, hogy az egész kaland csupán játék, amelyet Artúr varázstudományú nővére, Morgan le Fay ötlött ki. Gawaint feldúlja a dolog, szégyelli is magát, de azért a két férfi szívélyesen búcsút vesz egymástól, és Gawain úgy tér vissza Camelotba, hogy rajta van az öv: szégyenbélyegként viseli, amiért nem teljesítette Bertilaknak tett fogadalmát, és nem tartotta be a játékszabályokat. Artúr azonban elrendeli, hogy Gawain kalandjának emlékére attól fogva a kerekasztal minden lovagja zöld övet viseljen.

## Gawain
Sir Gawain a kerekasztal lovagjai közül is azon kevesek közé tartozik, akiket legalább egy róla szóló mű a „legnagyobbnak” nevez. A költeményben a „legfiatalabbként” is említik, és többször történik utalás heves, meggondolatlan természetére, ugyanakkor antonomáziaszerű, vagyis körülírásos ragadványneve a „hajadonok bajnoka” is, tehát minden nő védelmezője. Talán ezért ritkák a konkrét szerelmi viszonyairól szóló híradások, felesége pedig úgynevezett „csúnya nő” (loathly lady), akit az ő erényessége és nőtisztelete varázsol széppé. Több mű a grálkeresők legtisztábbjaként írja le. Artúr király unokaöccse ő, húgának, Morgause-nak fia, és csak akkor fordul szembe urával, amikor az Lancelottal folytatott viszonya miatt meg akarja égetni feleségét, Ginevrát. A halál azonban ismét Artúr táborában éri: tulajdon testvére, a trónbitorló Mordred csapatai ellen küzdve esik el, abban az ütközetben, amelyben Artúr is halálos sebet kap.

## A „Gyöngy-költő”
Noha kilétét nem ismerjük, műveiből levonhatunk róla bizonyos következtetéseket. Tudományos körökben a Gawain-kéziratot Cotton Nero A. x-nek nevezik egyik hajdani tulajdonosáról, Sir Robert Cottonról, középkori szövegek gyűjtőjéről. Cotton előtt a kézirat Henry Savile Biblia-fordító birtokában volt. A korábbi tulajdonosokról keveset tudunk, s a mű jószerével ismeretlennek számított mindaddig, míg Thomas Warton Historyjának második kiadásában, 1824-ben közzé nem tette Richard Price történész. A költemény teljes, csorbítatlan szövege csak 1839-ben látott napvilágot. A kéziratot ma a British Libraryben őrzik. A művet a 14. század második felére datálják, vagyis szerzője Geoffrey Chaucer kortársa lehetett, habár nem valószínű, hogy valaha is találkoztak. A kéziratban foglalt három másik verset, a közönségesen csak Pearlnek, Patience-nek és Cleannessnek vagy Cleanlinessnek nevezett költeményt általános feltételezés szerint ugyanaz a szerző írhatta, ám ez utóbbiak szövege nem az eredeti költőtől, hanem egy másoló kezétől való. Közvetlen bizonyíték a közös szerzőségre nincs, de a dialektus, a versforma és a stílus egy szerzőre vall.
A költőről igen keveset tudunk. J. R. R. Tolkien és E. V. Gordon a szöveg utalásait, előadásmódját és témáit elemezve 1925-ben az alábbi következtetésre jutott:
|  | „Komoly gondolkodású, vallásos ember lehetett, aki azonban nem nélkülözte a humorérzéket sem; érdekelte a teológia, noha ez irányú ismeretei inkább csak műkedvelőre vallanak; tudott annyira latinul és franciául, hogy képes legyen francia nyelvű könyveket olvasni, mind romantikus történeteket, mind ismeretterjesztő műveket; otthona Anglia nyugat-midlandsi vidéke volt, erre utal nyelvezete, ritmikája és tájleírásai.” |
|  | |

A legelfogadottabb feltételezés szerint a cheshire-i Cottonból való John Massey lehetett a „Gyöngy-költő”. Róla tudjuk, hogy ugyanabban a dialektusrégióban élt, s valószínűleg ő szerezte a St. Erkenwald című verset, amely egyes kutatók szerint stilisztikai hasonlóságokat mutat a Gawainnel. Más elemzők ugyanakkor úgy vélik, a St. Erkenwald nem a Gawain-költő korában született, így hát John Massey szerzősége máig vitatott, s a legtöbb hozzáértő ismeretlennek minősíti a Gawain szerzőjét.

## A versforma
A 2530 sorból és 101 versszakból álló Sir Gawain és a Zöld Lovag a 14. századra jellemző és a nyelvészek által „új alliterálónak” nevezett stílusban íródott. Szótagszámlálás és rímelés helyett a kor alliteráló versformája két hangsúlyos szótagot kívánt meg a sor elején, és kettőt a sor végén. Minden sorban cezúra van valahol a két-két hangsúlyos szótag között, amely így két félsort teremt. A Gawain-költő mindenesetre szabadabban bánt a formával, mint elődei, különböző hosszúságú stanzákat írt, amelyeket ötsoros rímelő szakasz, a bob and wheel zár le: a bob („orsó”) egy rövid, sokszor csupán két szótagú sor, az ezt követő wheel („kerék”) négy hosszabb sora pedig keresztrímes.
| Gawain |  | Fordítás |
| --- |  | --- |
| (bob) þat tyde (wheel) wyth ryche cote armure his gold sporez spend with pryde gurde wyth a bront ful sure with silk sayn vmbe his syde |  | (bob) útjára. (wheel) Hímzett köpönyeg, címer-díszes, s arany-sarkantyu lábára, selyem-övön súlyos, éles kard kerül még oldalára. |

## Hasonló szüzsék

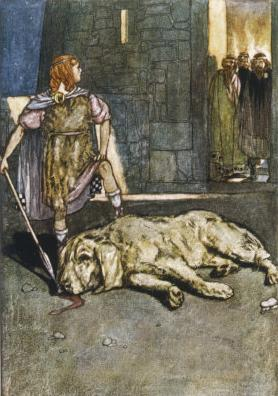
A mondabeli ír hős, Cúchulainn Gawainéhez hasonló próbatétellel nézett szembe (Cúchulainn megöli Culann kutyáját, Stephen Reid, 1904)

A legkorábbi ismert „lefejezősdi” a 8. századi középír Bricriu lakomája. Annyiban hasonlít a Gawainre, hogy akárcsak a Zöld Lovag, Cúchulainn is háromszor színleli a csapást, mielőtt sértetlenül elengedné áldozatát. Lefejezősdi szerepel a késő 12. századi Caradoc életében, ebben az ismeretlen szerzőjű középfrancia narratívában is, amelyet Chrétien de Troyes Perceval le Gallois-jába illesztettek. Jelentős különbség azonban, hogy itt Caradocot tulajdon álruhás apja hívja ki, így akarván próbára tenni becsületét. Lancelot lovagot is lefejezősdire invitálják a kora 13. századi Perlesvausban: egy lovag arra kéri, vágja le a fejét, különben a sajátját kockáztatja. Lancelot vonakodva ugyan, de teljesíti a kérést, és beleegyezik, hogy egy év múlva ugyanott ugyanilyen veszélynek teszi ki a saját fejét. Amikor Lancelot megérkezik, a város népe ünnepelve köszönti mint igaz lovagot, addig ugyanis senki sem akadt, aki ezt a becsületpróbát kiállta volna.
A The Girl with the Mule vagy The Mule Without a Bridle („Az öszvéres lány” vagy „A zabolátalan öszvér”) és a Hunbaut című történetekben Gawain csöppen hasonló helyzetekbe. A Hunbautban levágja egy ember fejét, s mielőtt az visszailleszthetné, lerántja a férfiról annak életadó varázsköpenyét, s ezzel kioltja az életét. Számos történet keringett különböző lovagokról, ezeknek el kellett hárítaniuk csábos asszonyok közeledését, akiket uruk küldött hozzájuk próbaképpen, közéjük tartozik az Yder, a Lancelot-Grail, a Hunbaut és a The Knight of the Sword („A kard lovagja”) is; utóbbi kettőnek Gawain a hőse. A csábító rendszerint a hűbérúr lánya vagy hitvese, s a lovagnak meg kell mutatnia, tiszta tud-e maradni ilyen veszedelmes helyzetekben is.
A Mabinogion című középkori walesi gyűjtemény első történetcsokrában Pwyll egy esztendőre helyet cserél Arawnnal, Annwn, vagyis a Másvilág urával. Noha Arawn külsejét viseli, Pwyll ez idő alatt egyszer sem érintkezik Arawn feleségével, ezért a két férfi örökre szóló barátságot köt. Ez a történet lehet a háttere annak, amikor Gawain ellenáll a Zöld Lovag feleségének, s Gawain meg a Zöld Lovag meséje alkalmasint a kelta lefejezősdi és a kelta csábításpróba elemeit egyesíti magában. Némely elemzők azonban tagadják ezt, hiszen a kelta szüzsében Arawn elvileg tudomásul vette, hogy Pwyll engedhet felesége közeledésének, márpedig a csábításpróba lényege általában az, hogy a hűbérúr és hitvese „összeesküszik” a lovag ellen, azt a látszatot keltve, hogy a férj mit sem tud a dologról.
A Sir Gawain és a Zöld Lovagot más hasonló történetek követték. A The Greene Knight vagyis „A zöld lovag” (15–17. század) rímes formában adja elő csaknem ugyanazt a történetet. Ebben a cselekmény leegyszerűsödik, az indítékok részletesebben vannak kifejtve, s egyes nevek megváltoznak. A The Turke and Gowin, azaz „A török és Gawain” (15. század) azzal kezdődik, hogy egy török lép be Artúr udvarába, és megkérdi, „akad-e ott testvér, aki ütést ad, és állja is”. Ennek a költeménynek a végén a török nem üt vissza, hanem megkéri Gawaint, hogy vágja le a fejét. Amikor Gawain teljesíti a kívánságát, a török megdicséri, és ajándékokkal halmozza el. A The Carle of Carlisle, „A carlisle-i bugris” (17. század) egyik jelenete szintén emlékeztet a Gawainre: a „bugris” vagyis a gonosz várúr egy terembe vezeti Sir Gawaint, amelynek két kard lóg a falán, és megparancsolja Gawainnek, hogy csapja le a fejét, vagy a sajátját veszti el. Gawain engedelmeskedik, ám a bugris nevetve, sértetlenül felpattan. A Gawain-verssel ellentétben itt nem kérnek és nem is adnak válaszcsapást.

## A témák

### Kísértés és próba

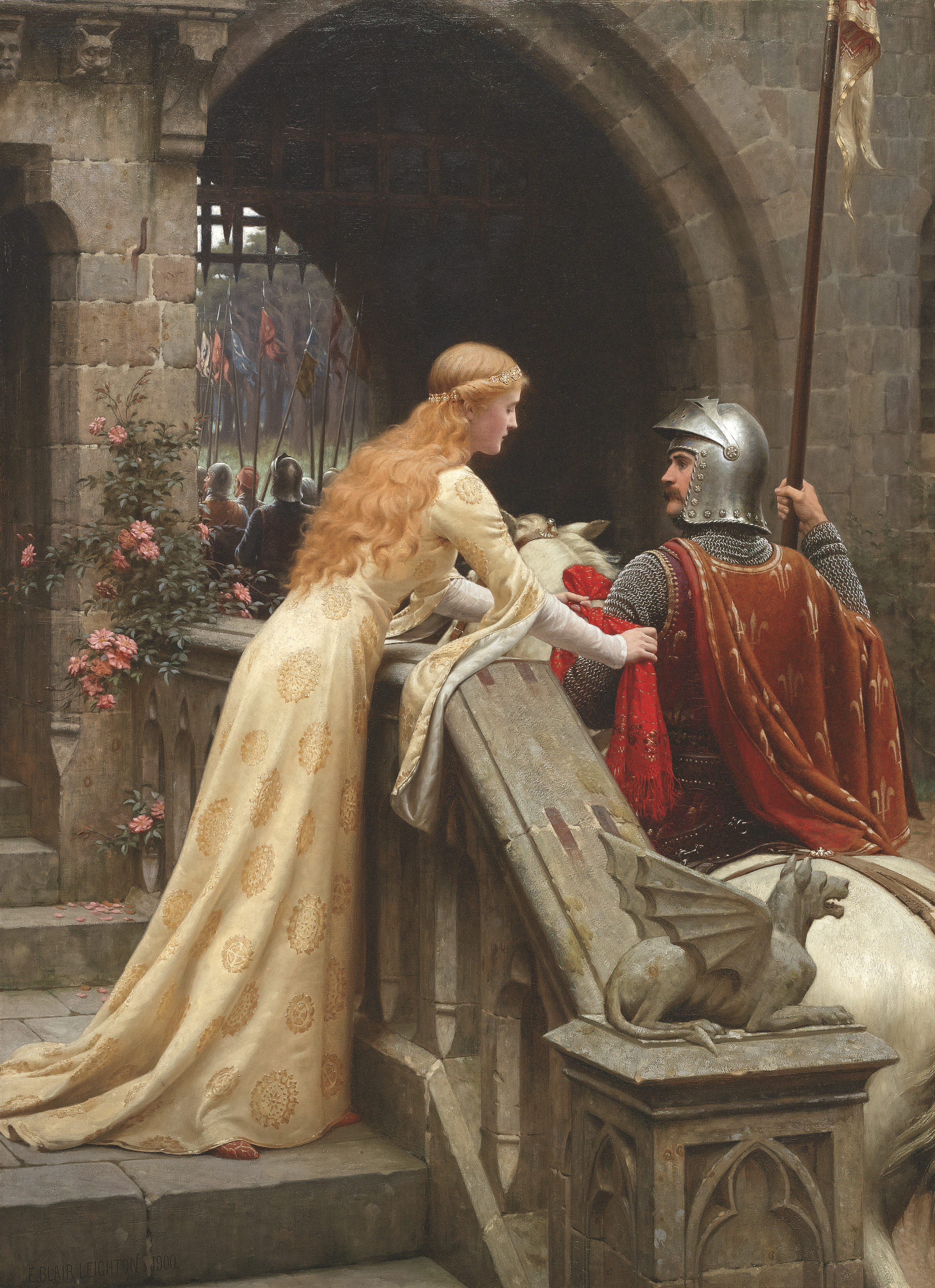
Gawain korának lovagjai egyaránt meg kellett hogy feleljenek a férfias lovagi viselkedéskódexnek és a nőies udvari szerelem előírásainak.
(Isten hozzád!, Edmund Blair Leighton festménye, 1900)

A Sir Gawain és a Zöld Lovag veleje, hogy Gawain meg tud-e felelni a lovagi erény próbájának. A tipikus középkori kísértésmesében próbatételek egész során át kell megmutatni az erényességet. E történetekben gyakran többen is elbuknak, mire a főhős megkísértésére sor kerül. A siker sértetlenséget vagy jószerencsét hozhat. Gawain életben maradása a tétje annak, hogy kiállja-e a próbát, noha ő ezt nem tudhatja. Csakis a véletlennek vagy „ösztönös udvariasságának” (értsd: viselkedni tudásának) köszönheti, hogy sikerrel jár.
A lovagi szabályokon kívül Gawainnek az Amour courtois, azaz udvari szerelem szabályait is tiszteletben kell tartania. A lovagi becsületkódex elvárja tőle, hogy a hölgy minden óhaját teljesítse. El kell fogadnia az övet a hölgytől, de azt az ígéretét is teljesítenie kell, hogy házigazdájának adja mindazt, amit napközben kap. Gawain a haláltól való féltében megtartja az övet, így megszegi vendéglátójának tett ígéretét, de megóvja a hölgy becsületét. Megtudván, hogy házigazdája valójában maga a Zöld Lovag, ráébred, hogy noha útjának végére ért, nem bizonyult erényesnek. Ez a próba a becsület és a lovagi kötelmek közti konfliktust példázza. Gawain úgy véli, azzal, hogy ígéretét megszegte, elvesztette becsületét, s egyben a kötelességét sem teljesítette.

### Vadászat és csábítás
A kutatók gyakran felhívják a figyelmet a három vadászjelenet és a három csábítási jelenet párhuzamára. Egyetértés mutatkozik abban, hogy a rókavadászatnak fontos összefüggései vannak a harmadik csábítási jelenettel, amikor Gawain elfogadja Bertilak feleségének övét. A rókához hasonlóan Gawain is félti az életét, s keresi a módját, hogyan kerülhetné el a Zöld Lovag bárdjának csapását. Ellenpárjához hasonlóan ő is cselhez folyamodik, hogy a bőrét mentse. A róka annyira más taktikát alkalmaz, mint az előző két vad, s méghozzá annyira váratlanul, hogy Bertilaknak alig sikerül elejtenie. Hasonlóképpen Gawain is váratlanabbnak és nehezebben kikerülhetőnek találja a hölgy közeledését a harmadik csábítási jelenetben, mint az előzőkben. A hölgy az udvari szerelem virágos nyelvezetéből sokkal határozottabb beszédmódra vált. A korábbi jelenetekben illedelmes ruházata most érzékibb, többet mutató.
A szarvas- és vadkanvadászat összefüggései kevésbé nyilvánvalóak, habár számos kutató próbálta párhuzamba állítani őket a megfelelő csábítási jelenetekkel. A szarvasvadászat és az első csábítás mutat bizonyos rokon vonásokat. A szarvasvadászatnak, akárcsak az udvarlásnak, megvoltak a szigorú korabeli szabályai. A nők gyakran részesítettek előnyben olyan udvarlókat, akik ügyes vadászok voltak, értettek az elejtett állatok megnyúzásához, sőt néha maguk is végignézték egy-egy szarvas kibelezését. A szarvasvadászat ábrázolása nem különösebben részletes, nem is véres, inkább szórakoztató és lelkesítő. Hasonló az első csábítási jelenet is, semmi különösebb testiség vagy veszély nincs benne, sőt meglehetős humorral van fűszerezve.
A vadkanvadászat ezzel szemben csupa részlet. A vadkant sokkal nehezebb volt elejteni, mint a szarvast: aki egy szál karddal közelített feléje, az szinte lovagi párviadalnak nézhetett elébe. A vadászjelenetben a vadkan megfutamodik, de egy szakadék szélére ér. Szembefordul Bertilakkal, aki lováról szállva végez vele. Levágja és lándzsájára tűzi a fejét. A csábítási jelenetben Lady Bertilak is sokkal merészebb immár, kijelenti, hogy Gawain nagy nőcsábász hírében áll, és nem szeretné, ha őneki csalódást okozna. Gawain azonban sikerrel veri vissza a támadást, mondván, a hölgy bizonyára tapasztaltabb nála a szerelemben. Mind a vadkanvadászat, mind a csábítási jelenet erkölcsi győzelemnek tekinthető: Gawain és Bertilak egyedül száll szembe a veszedelemmel, és diadalmaskodik.

### Természet és lovagság
Egyes vélekedések szerint a költeményben a természet kaotikus, törvényeket nem ismerő rendje áll szemben Camelot civilizációjával. A zöld ló és zöld lovasa mindjárt az elején a felbolydult természet képében tör be Artúr békés csarnokába. A természet az egész versben nyers és közönyös, állandó fenyegetést jelent az emberi rendre és az udvari életre. A narratíva összes főbb eseménye során megtámadja és feldúlja a rendet, jelképesen is és az ember belső természetén keresztül is. Ez először a Zöld Lovag benyomulásában jelentkezik, azután abban, amikor Gawain a Bertilak felesége iránti vágyával tusázik, majd pedig abban, hogy Gawain Bertilaknak tett ígéretét megszegve nem adja át a zöld övet, mert többre tartja az életét, mint az erényt. A természet jelen van a bűn szennyezte övben, aminthogy mindig jelen van az emberben is, és lovagi értelemben tökéletlenné teszi őt. Ebben a tekintetben Gawain egy szélesebb konfliktus része természet és lovagság között, annak vizsgálatában játszik szerepet, vajon az emberi rend lebírhatja-e a kaotikus természetet.
Mások egészen más értelmezésre jutottak, a kor kereszténységének, közelebbről az artúri udvar keresztény lovagságának komikus kritikáját látják a műben. Szerintük a pogányság kiirtásának buzgalmában a kereszténység elvágta magát a természetben és a nőiségben megnyilvánuló élet forrásától. A zöld öv mindazt jelképezi, ami a pentagrammából hiányzik. Az artúri kísérlet kudarcra van ítélve, ha nem vallja be, hogy a kerekasztal eszményei elérhetetlenek, s a realitás és az egészség megóvása érdekében nem ismeri el és nem építi be magába a Zöld Lovag által képviselt pogány értékeket.

### Játékok
A gomen (játék) szó 18-szor fordul elő a Gawainben. Hasonlósága a gome (férfi) szóhoz, amely 21-szer jelenik meg, egyes kutatókat arra indított, hogy a férfiak és a játékok közti alapvető kapcsot lássák a műben. Akkoriban a különféle játékokat próbának tekintették, például a Zöld Lovag „karácsonyi próbára” hívja ki az udvart, hogy az bizonyítsa be: méltó a híréhez. Az „ajándékváltás” játéka bevett rítus volt a germán kultúrákban. Aki ajándékot kapott, annak értékesebb ajándékkal kellett azt viszonoznia, különben elvesztette becsületét, akárcsak holmi viadalban (vagy éppenséggel „lefejezősdiben”). A költemény két játék körül forog: a lefejezéscsere és a trófeacsere körül. Eleinte úgy látszik, ezeknek nincs közük egymáshoz, ám az elsőben aratott győzelem elvezet a második megnyeréséhez. A két játék elemei más történetekben is megjelennek, de a végeredmények összekapcsolódása csak a Gawainre jellemző.

### Dátumok és évszakok
A Gawainben előforduló dátumokat, évszakokat és ciklusokat az elemzők gyakran szimbolikusnak tekintik. A történet szilveszterkor kezdődik, és a következő újévkor ér tetőpontjára. Gawain mindenszentekkor indul el Camelotból, és szenteste napján ér Bertilak várába. Továbbá a Zöld Lovag arra szólítja fel, hogy „egy év és egy nap múlva” találkozzanak a Zöld Kápolnában – ez az időtáv gyakori a középkori irodalomban. Vannak, akik a téllel kezdődő és végződő éves ciklusokat úgy értelmezik, hogy a költő a minden jó és nemes dolgok elkerülhetetlen pusztulását kívánja érzékeltetni. Ezt a motívumot erősíti a trójai háború megidézése is, amelynek során egy győzhetetlennek hitt nép gőgje és tudatlansága következtében áldozatul esik a görögöknek. A trójai összefüggést erősíti Trója bukásának két gyakorlatilag egyforma említése, az első sorban: Since Troy’s assault and siege… („Trója megrohanása és ostroma óta”), a végső stanzasorban, a bob and wheel előtt pedig: After the siege and assault of Troy… („Trója ostroma és megrohanása után”).

## Szimbolika

### A zöld szín jelentősége

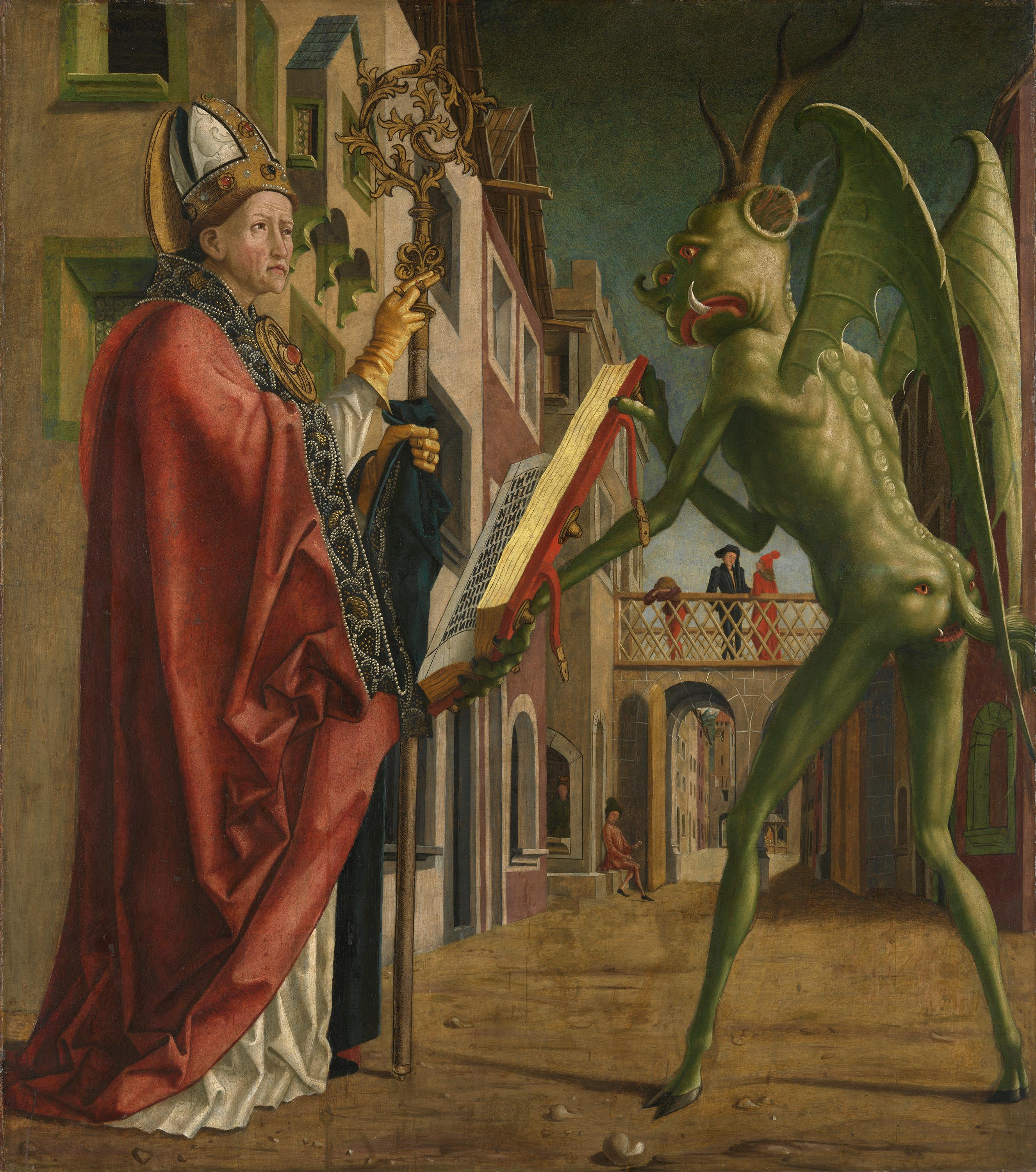
A 15. századi Michael Pacher Szent Ágoston és a sátán című festményén a sátán zöld.

A költő kortársak, például Chaucer, szintén párhuzamot vontak a zöld szín és az ördög között, ami arra indította a kutatókat, hogy ugyanilyen összefüggéseket lássanak bele a Zöld Lovag alakjába. Mivel a zöld színt az idők során a legkülönfélébb s néha egymásnak is ellentmondó szempontokból értelmezték, egzakt jelentése a műben megállapíthatatlan. Az angol folklórban és irodalomban a zöld hagyományosan a természetet és társattribútumait, a termékenységet és az újjászületést szimbolizálja. Középkori történetekben a szerelemre és a férfi alantas ösztöneire is utaltak vele. Mivel a legrégebbi angol népmesékben a zöldet a tündérekkel és szellemekkel is asszociálták, a boszorkányságnak, az ördöngösségnek és a gonosznak is színe lett. Jelképezheti a pusztulást, valaminek a mérgező voltát is A kelta mitológiában a balszerencsével és a halállal társították, ezért az öltözködésben kerülték. Az eredetileg oltalomként viselt zöld öv a szégyen és a gyávaság szimbóluma lett, végül pedig a kerekasztal lovagjai a becsület jelképének, a jóból gonosszá, majd ismét jóvá válás szimbólumának fogadták el: ez a zöld szín ártó és megújító fogalmi tartalmát egyaránt jelzi.

### A Zöld Lovag
A Zöld Lovag jelképisége a költemény felfedezése óta foglalkoztatja a kutatókat. Lehet a zöld ember változata, e mitológiai-népmesei ábrázolaté, amely a természettel áll kapcsolatban a középkori művészetben, lehet keresztény szimbólum, vagy akár maga az ördög is. Clive Staples Lewis szerint ennél a figuránál „elevenebb és megfoghatóbb kevés van az irodalomban”, J. R. R. Tolkien pedig úgy vélekedett, hogy a Zöld Lovag „a legnehezebben megfejthető alak” a Sir Gawainben. Legfontosabb szerepe az Artúr-mondakörben bírói, a lovagokat próbára tevői, így egyszerre ijesztő, barátságos és rejtélyes. Csak két másik költeményben jelenik még meg: a The Greene Knightban és a King Arthur and King Cornwallban. Voltak, akik megpróbálták kapcsolatba hozni más mitikus lényekkel, például a brit május elsejei hagyomány Jack in the Greenjével vagyis fának öltöző emberével és Al-Khidrrel, de jelentős előrelépés e téren eddig nem történt.
Az is elképzelhető azonban, mint Alice Buchanan felvetette, hogy tévesen ruházták fel a Zöld Lovagot a színnel, mivel a költő félreértette vagy félrefordította az ír glas szót, ami jelenthet zöldet, de szürkét is. A Curoi halálában (a Bricriu lakomája egyik ír történetében) Curoi a Bertilaknak megfelelő szereplő, s gyakran „szürke köpenyesnek” nevezik. Noha a Curoi halálában a szürkét leggyakrabban a lachtna vagy az odar jelenti (közelítő értelmük 'selyemszínű', illetve 'homályos'), későbbi művekben a zöld lovagra sokszor a glas szót is alkalmazták, ez lehetett a félreértés alapja.

### Az öv

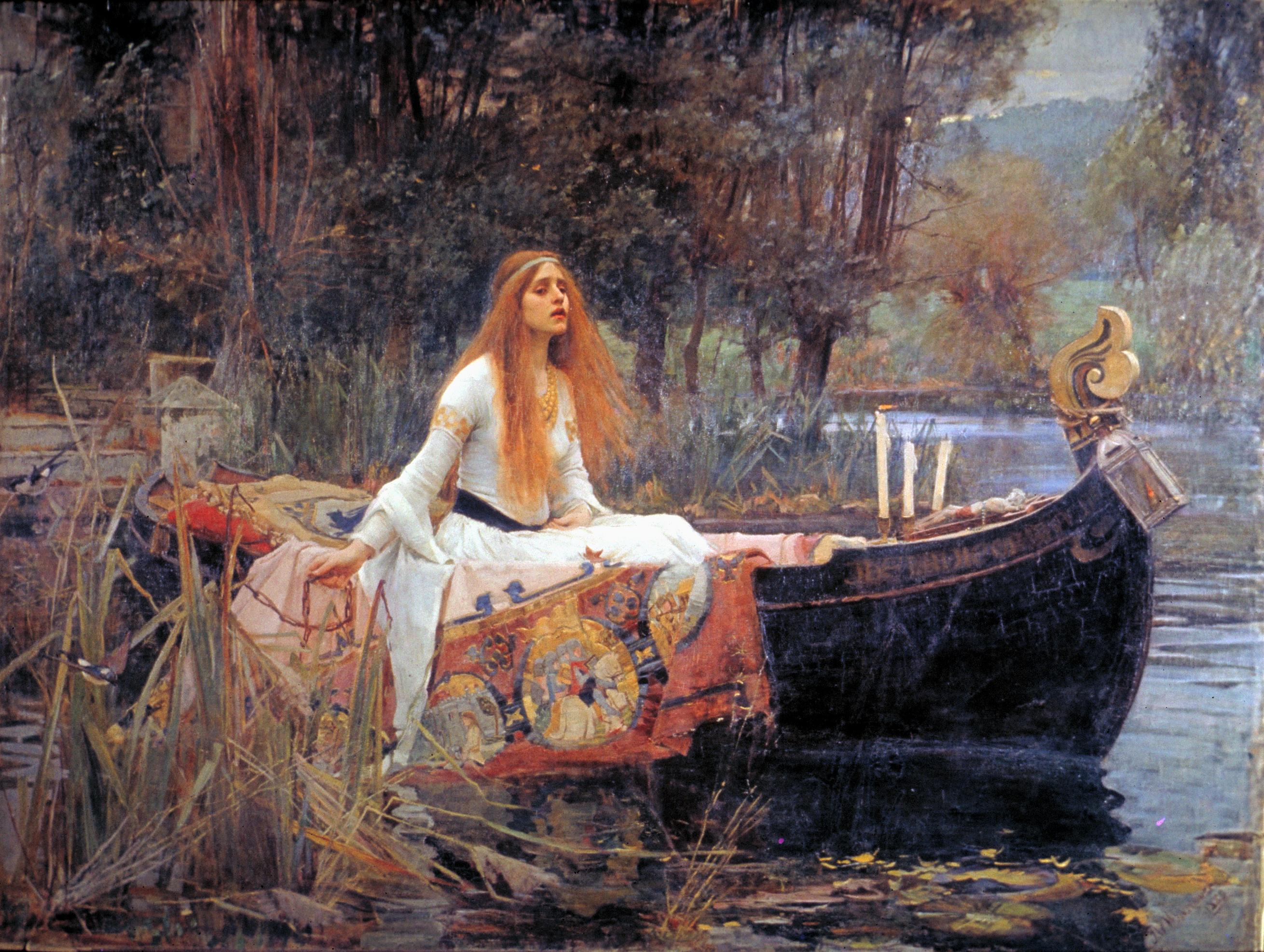
Egy másik híres nő az Artúr-mondakörből, „Shalott kisasszonya”, középkori övvel a derekán (John William Waterhouse, 1888)

Az öv szimbolikáját a Sir Gawain és a Zöld Lovagban többféleképpen értelmezték, a szexuálistól egészen a spirituálisig. Akik szexuális jelleget tulajdonítanak neki, „szexuális trófeának” tekintik. Nem világos azonban, hogy ki a „nyerő”: Sir Gawain vagy Lady Bertilak. Utóbbi azért ajándékozza meg vele Sir Gawaint, hogy megoltalmazza a Zöld Lovaggal való találkozásakor. Amikor Lord Bertilak hazatér a vadászatból, Gawain nem fedi fel előtte, sőt elrejti az övet. Ez teszi lehetővé a spirituális értelmezést, hogy tudniillik amikor Gawain elfogadja az övet, azzal Istenbe vetett hitének gyengülését jelzi, legalábbis ami a halállal való szembenézést illeti. Egyesek szerint a Zöld Lovag maga Krisztus, aki legyőzi a halált, Gawain pedig a Minden Keresztény, aki Krisztust igyekezvén követni, a könnyebb utat választja. A Sir Gawainben a könnyebb út az öv, amely azt ígéri, amit Gawain a legjobban kíván. Az Istenbe vetett hit másfelől megkövetelheti, hogy az ember nyugodjon bele: amit legjobban kíván, nem mindig egyezik az Úr akaratával. Legcélszerűbb talán, ha nem vagy-vagy aspektusból szemléljük az övet, hanem összetett, sokrétű szimbólumnak látjuk, amely többféleképpen is próbára teszi Sir Gawaint. Noha ellen tud állni Lady Bertilak csábításának, nem képes ellenállni az öv hatalmának. Gawain viselkedését a lovagi törvények szabják meg, amelyek ellentmondásosak is lehetnek. Gawain kutyaszorítóba kerül: szeretné megtenni, amit a hölgy kér (elfogadni az övet), de szeretné megtartani az ígéretét is (átadni mindent, amit a házigazda távollétében kapott). Végeredményben nem a lovagi törvények fognak ki rajta, hanem önnön lelkiereje. Mindegy, hogy Gawainnek már csak lovagiasságból is el kell fogadnia az övet, ha egyszer az olvasó tudja, hogy önző célból fogadja el. A haláltól és a kudarctól való félelmében fogadja el, majd pedig eldugja. Illendő hát, hogy Camelotba visszatérve nyíltan viselje az övet mint szégyenbélyeget. Amikor Artúr király elrendeli, hogy attól fogva minden lovagja zöld övet hordjon Gawain kalandjának tiszteletére, az talán annak is hallgatólagos fel- és elismerése, hogy elsődlegesen mindnyájan gyarló emberek, és csak másodsorban lovagok.

### A pentagramma

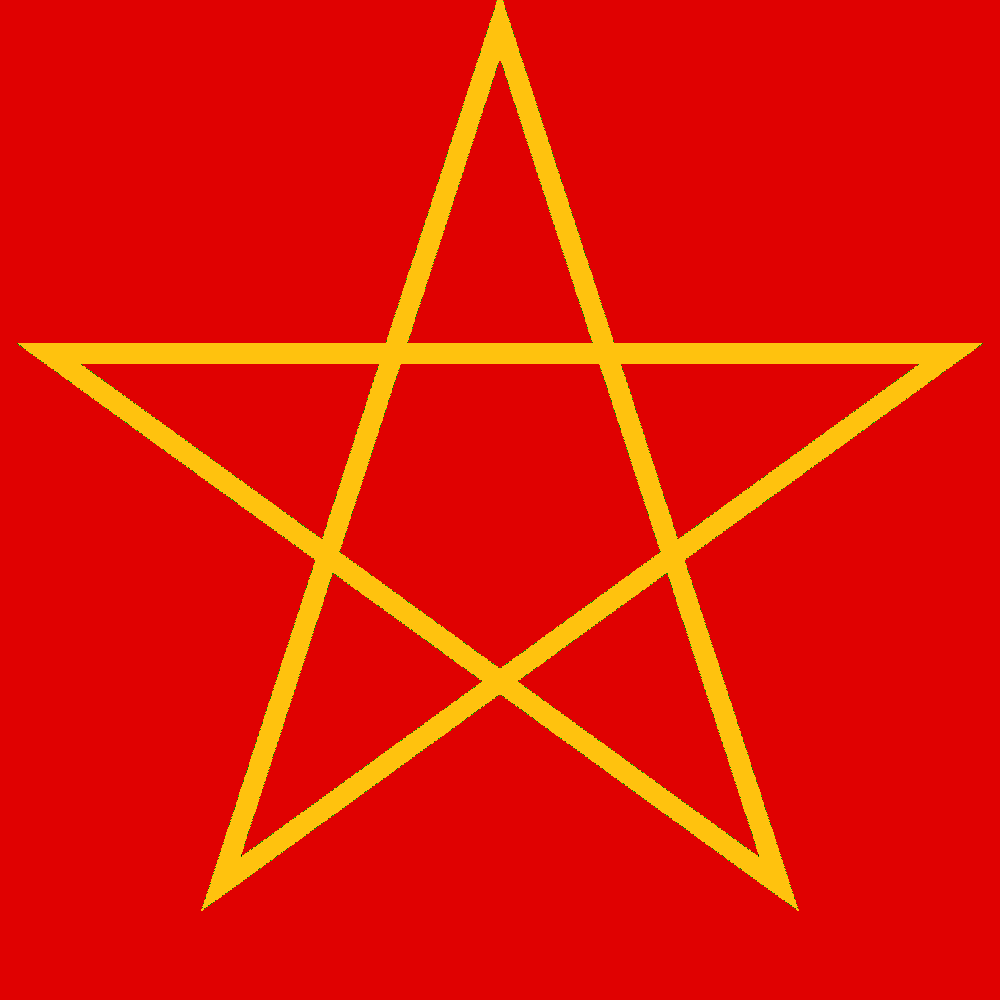
A pentagramma Gawain pajzsán, piros alapon arany színnel

Gawain pajzsának pentagrammáját (korabeli angol megfelelője: pentangle) sokan Gawain tökéletességének és a gonosz feletti hatalmának jeleként értelmezik. Az egész Gawain-irodalomban csak ez a költemény tartalmazza ezt a jelképet Gawain pajzsán. Mi több, a költő teljes 46 sort szentel a pentagramma értelmének kibontására. Egyetlen más szimbólum sem kap ekkora figyelmet, sem ilyen részletes kifejtést. A költemény a hűség jelképeként és „végtelen csomó”-ként írja le a pentagrammát. A 625. sorban „Salamon jele”-ként említődik. Salamon, Izrael harmadik királya az i. e. 10. században állítólag a pentagramma jelét viselte gyűrűjén, amelyet Mihály arkangyaltól kapott. A gyűrű pentagrammapecsétje erőt adott Salamonnak a démonok fölött.
Ebben a kontextusban egyes elemzők a mágikus hagyománnyal kapcsolják össze Gawain pentagrammáját. Germániában ezt a jelképet Drudenfußnak nevezték, és háztartási eszközökre helyezték, hogy távol tartsák vele a gonoszt. A szimbólumot azokkal a varázsigékkel is összefüggésbe hozták, amelyek elkántálva vagy fegyverekre róva mágikus erőket képesek megidézni. Konkrét bizonyíték azonban a Gawain ötszöge és a varázserejű pentagramma közti összefüggésre vajmi kevés akad.
Gawain ötszöge avagy pentagrammája „azt a jelenséget is példázhatja, amikor anyagukban végtelen tárgyak időben végtelen minőséget szimbolizálnak”. Sok költő alkalmazza a kört mint a végtelenség jelképét, de a Gawain-költő még ennél is bonyolultabbat akart használni. A középkori numerológiában az 5 „körszám”, mivel „utolsó jegyében megtöbbszörözi magát, ha hatalma csúcsán áll”. Sőt geometrikusan is megismétli önmagát, vagyis minden ötszögben van egy kisebb pentagramma, amelybe beleágyazható egy ötszög, és „ez vég nélkül ismételhető egyre csökkenő méretű ötszögekkel”. Ekképpen, megjelenítve az 5-ös számot, amely a középkori számmisztikában romolhatatlanságot sugallt, Gawain pentagrammája viselője örök romolhatatlanságát jelképezi.

### A hölgy gyűrűje
Az, hogy Gawain nem fogadja el Lady Bertilak gyűrűjét, fontos következményeket vetít előre a történetben. A mai olvasó talán fontosabb női ajándéknak tartaná az övet, ám a Gawain-korabeli olvasók azonnal megérthették a gyűrű jelentőségét, hiszen hitük szerint a gyűrűk, különösen a gyémántokkal kirakottak, talizmáni erővel bírtak. Különösen áll ez a hölgy gyűrűjére, mivel az a kutatók szerint rubin vagy karbunkulus volt, ugyanis a költő brygt sunne-ként, „fénylő napként” említi. Ha azt vesszük, milyen fontos szerep jut az Artúr-legendáriumban a varázsgyűrűknek, ez a rendkívüli példány bizonyára megoltalmazhatta volna viselőjét minden veszélytől.

### A számok
A költő a számszimbolikával is igyekszik szimmetriát és többletjelentést kölcsönözni művének. Például Gawain és Lady Bertilak háromszor vált csókot, Gawaint három alkalommal kísérti meg a hölgy, Bertilak háromszor megy vadászni, és a Zöld Lovag háromszor suhint oda Gawainnek a bárdjával. Többször jelenik meg a kettes szám is: két lefejezősdijelenet, két gyónási jelenet, két vár. A pentagramma öt hegye, magyarázza el a költő, Gawain erényeit jelképezi, mert „ötször ötféleképpen hűséges”. Listába is szedi Gawain erényeit: mind az öt érzéke hibátlan, öt ujja sohasem hagyja cserben, valamint sohasem feledkezik el Krisztus öt sebéről és a Szűzanya öt örvendetes titkáról. Az ötödik öt pedig maga Gawain, aki a lovagság öt erényét testesíti meg: a barátságot, a nagylelkűséget, a tisztaságot, az udvariasságot és a jámborságot. Mindezen erények, mondja a költő, a pentagramma „végtelen csomójában” lakoznak, amely „mindörökre összefügg, és sohasem szakad meg”. Szimbólum és hit e bensőséges kapcsolata precíz allegóriai értelmezést tesz lehetővé, különös tekintettel arra a fizikai szerepre, amelyet a pajzs tölt be Gawain vándorútján. Így változtatja a költő a lovagság színe-virágává Gawaint a számszimbolika segítségével.
Az ötös szám a költemény szerkezetében is megtalálható. A Gawain 101 szakaszból áll, ezek hagyományosan négy, egyenként 21, 24, 34 és 22 stanzát tartalmazó fittbe szerveződnek. Ezt a felosztást újabban vitatják, sok kutató úgy véli, nem a költő, hanem a másoló kezétől ered. A fennmaradt kéziraton egy sor nagybetű látható, amelyeket utólag adott hozzá egy másik írnok, és egyes elemzők szerint ez arra való kísérlet lehetett, hogy az eredeti felosztást helyreállítsák. Ezek a betűk kilenc részre tagolják a kéziratot. Az első és az utolsó rész 22 szakaszból áll, a második és az utolsó előtti egyből, a közbülső öt pedig tizenegyből. Más középkori művekben a tizenegyes a vétket jelképezi (mivel eggyel több tíznél, vagyis a tízparancsolatnál). Ekképpen ez az ötször tizenegy (55 szakasz) tökéletes elegyét alkotja a bűnnek és a romlatlanságnak, s arra utal, hogy Gawain hibáiban is hibátlan.

### A sebek
A cselekmény tetőpontján a Zöld Lovag bárdja jelentéktelen sebet ejt Gawain nyakán. A középkori hit szerint test és lélek oly tökéletesen eggyéforrt, hogy a sebet a belső bűn külső jelének tekintették. A nyak szoros összefüggésben van a léleknek az akaratért felelős részével, mivel a gondolkodó részt (a főt) köti össze a bátor résszel (a szívvel). Gawain bűne abból fakad, hogy akaratlagosan választja szét a gondolkodást és a bátorságot. Azzal, hogy elfogadja az övet a hölgytől, a gondolkodást a bátorság ellentétének szolgálatába állítja – becstelen módon akarja elkerülni a halált. Gawain sebe tehát egy belső seb külső megnyilvánulása. A Zöld Lovag próbasorozata leleplezi Gawain előtt önnön gyengeségét: vágyát, hogy akarata dölyfös felhasználásával előnyhöz jusson, ahelyett, hogy alázatosan alávetné akaratát az Úrnak. A Zöld Lovag azzal, hogy Camelot legnagyobb lovagját hívja ki, egész Camelot vagyis értelemszerűen az egész emberiség erkölcsi gyengeségét leplezi le. Ám a sebzett testek és lelkek helyrehozására képes krisztusi sebek újra és újra való fölemlítése a versben élteti a reményt, hogy az elbukott halandókat talán mégis ki lehet gyógyítani ebből a dölyfös „makacsságból”.

## Interpretációk

### AGawainmint középkori románc

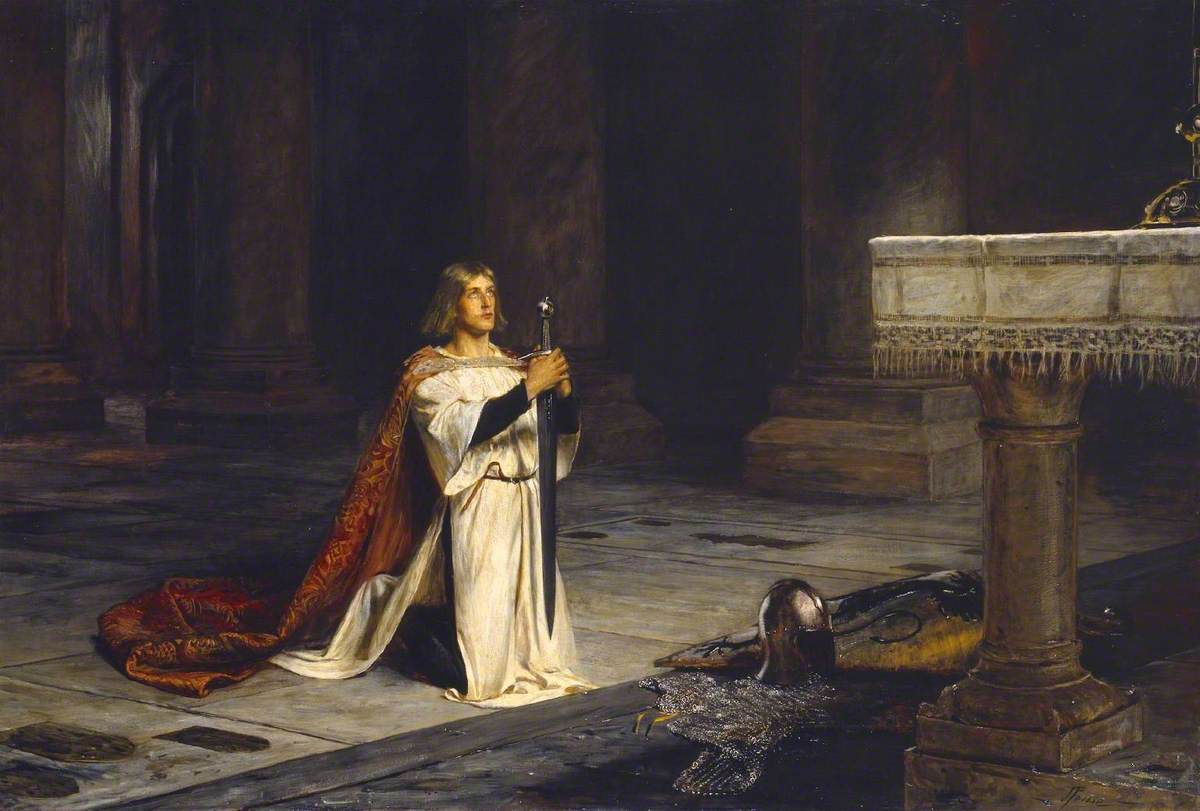
Gawain a tökéletes lovag megtestesülése, úgy is mint harcos, mint szerelmes és mint buzgó keresztény. (John Pettie: Virrasztás, 1884)

Sok kritikus szerint a Sir Gawain és a Zöld Lovagot elsősorban középkori románcnak vagyis lovagregénynek kell tartanunk. A középkori románcok általában egy-egy hős, gyakran emberfeletti képességekkel megáldott lovag csodás kalandjairól szólnak, aki a lovagság szigorú viselkedési és becsületkódexe szerint él, vándorútra indul, legyőz különféle szörnyeket, s ezáltal elnyeri valamely hölgy kegyét. A középkori románcok tehát nem a szerelemről és az érzelmekről szólnak (mint a szó mai jelentése sejtetné), hanem elsősorban a kalandokról.
Gawain szerepe, mint Alan Markman középkorkutató megjegyzi, „a románchős szerepe... az emberiség bajnokaként lép fel, s miközben különös és kemény próbáknak veti alá magát, megmutatja, milyen jó és rossz cselekedetekre képes az ember”. Kalandjaiból világosan kiderül, hogy Gawain is csak ember. Az olvasó a költemény romantikája közepette is azonosul ezzel az emberi nézőponttal, közösséget tud vállalni Gawain gyarlóságával, miközben tisztelettel tekint lovagi kiválóságára. Gawain „megmutatja, milyen az erkölcsös cselekvés. Viselkedéséhez bizonyára nem tudnánk felérni, de csodálhatjuk, ahogyan utat mutat nekünk”.
Lovagregényként sok elemző véleménye szerint a Térdszalagrend jegyében egyesíti a lovagság és az udvari szerelem szabályait. A rend jelszava: honi soit qui mal y pense („átkozott legyen, aki rosszat gondol”), ott áll a vers végén. Vannak, akik úgy gondolják, a tény, hogy Gawain lovagtársai is felöltik az övet, a Térdszalagrend eredetét tükrözi. Ám a társkölteményben, a The Greene Knightban a csipke fehér, nem zöld, s így inkább a Bath-rend, mintsem a Térdszalagrend eredetének tekinthetjük. A vers mottóját valószínűleg nem a szerző, hanem egy másoló írta, ám abban, hogy a másoló összefüggést látott a versmotívum és a rend között, semmi különös nincs.

### Keresztény interpretációk

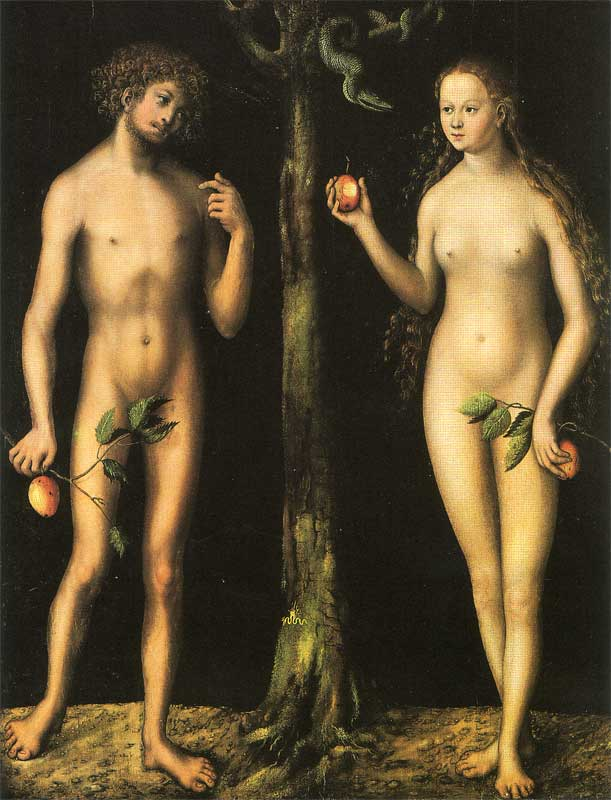
Elemzők kimutatták a párhuzamot a Bertilak felesége által Gawainnek kínált öv és az Éva által Ádámnak kínált gyümölcs között. (Lucas Cranach: Ádám és Éva, 1513 körül)

A költemény sok szempontból mélységesen keresztény, gyakori utalások történnek Ádám és Éva bűnbeesésére és Jézus Krisztusra is. A kutatók régóta vitáznak róla, mennyire, milyen mélységben lehet kereszténynek tekinteni egyes elemeit, s ezt úgy vélik eldönthetni, hogy megpróbálják a kor kontextusában vizsgálni a művet. Többen összevetették már e célból a Sir Gawaint a kéziratba foglalt három másik verssel. Mindegyikben erős a keresztény motívum, s ez többeket arra indított, hogy a Gawaint is ekként interpretálják. Ha például a Cleanness avagy Purity című költeménnyel hasonlítják össze, a Camelot képviselte civilizáció apokaliptikus bukását látják benne. Ebben az értelmezésben Gawain maga Noé, aki elszakad a társadalomtól, s akit a Zöld Lovag mint az Úr küldötte figyelmeztet Camelot közelgő pusztulására. Gawaint, aki a próba által méltónak találtatik, megkíméli a Camelotra lesújtó végzet. Artúr király és lovagjai azonban, félreértve Gawain élményét, maguk is övet öltenek. A Cleannessben a megmenekülő férfiak hasonlóképp hiába figyelmeztetik a társadalmat a közelgő pusztulásra.
Ennek az interpretációnak egyik lényegi jegye, hogy a megváltás egyéni élmény, kívülállók számára úgyszólván átadhatatlan. Camelot ábrázolásakor a költő láthatóan aggódik társadalmáért, amelynek elkerülhetetlen bukása előrevetíti az Úr által rámérendő csapást. A Gawain a fekete halál és az 1381-es parasztlázadás idején született, s ezek az események sokakat meggyőztek arról, hogy közel a világ vége, ami azután rendre tükröződött az irodalomban és a képzőművészetben is. Más kritikusok rámutatnak az elmélet gyengéjére: a Zöld Lovagot végső soron Morgan le Fay irányítja, aki pedig a gonosz megtestesítője az Artúr-mondakörben, így hát a lovagot Isten küldöttének tekinteni legalábbis problematikus.
A Zöld Lovagot nem szokás Krisztus megtestesülésének látni, bizonyos párhuzamot azonban felállítanak a kritikusok. Lawrence Besserman így fogalmaz: „a Zöld Lovag nem Krisztus áttételes megjelenítése, de Krisztus isten/ember természete megfelelő középkori fogalmi keret lehetett ahhoz, hogy a költő komoly/komikusan számoljon be a Zöld Lovag emberfeletti/emberi tulajdonságairól és tetteiről”. Ez a kettősség a krisztusi tanítás hatását és jelentőségét példázza a Gawain-költő korában.
A kritikusok ugyancsak kiemelik a Krisztus töviskoronájára tett utalást a Sir Gawain és a Zöld Lovag végén. Amikor Gawain visszatér Camelotba, és előadja történetét új zöld öve magyarázatául, a vers rövid fohásszal és a „töviskoszorús Isten”-re tett utalással zárul. Besserman elmélete szerint „ezekkel az utolsó szavakkal a költő figyelmünket a körkörös női-övből-lett-derékövről (Gawain kettős "yntrawpe/renoun" képe) a körkörös töviskoronára irányítja (Krisztus diadallá váló megaláztatásának kettős képe)."
Gawain számtalan megpróbáltatáson megy keresztül a költeményben, amelyek a kereszténységbe vetett hitét teszik próbára. Amikor útnak indul, hogy megkeresse a Zöld Lovagot, eltéved, s csak miután a Szűzanyához fohászkodik, leli meg ismét a jó irányt. Továbbmenve félelem tör rá a Zöld Lovaggal való elkerülhetetlen találkozás miatt. Ekkor már nem Máriához imádkozik, hanem a Bertilak feleségétől kapott övbe veti hitét. Keresztény szemszögből ez katasztrofális következménnyel jár Gawainre nézve, hiszen rá kell ébrednie hite megrendülésére, amikor a Zöld Lovag leleplezi csalását.
Nyilvánvaló párhuzam vonható Gawain próbatétele és Ádám megkísértése között is. Ádám éppúgy enged Éva kísértésének, mint ahogy Gawain is behódol Bertilak feleségének azzal, hogy elfogadja az övet. Noha Gawain bűnt követ el, amikor az övbe veti hitét, és nem vallja be tettét, a Zöld Lovag megbocsát, s így lehetővé teszi, hogy Gawain hibájából okulva jobb kereszténnyé váljon. A különféle játékok és nehézségek révén Gawain végül megleli helyét a keresztény világban.

### Feminista interpretációk

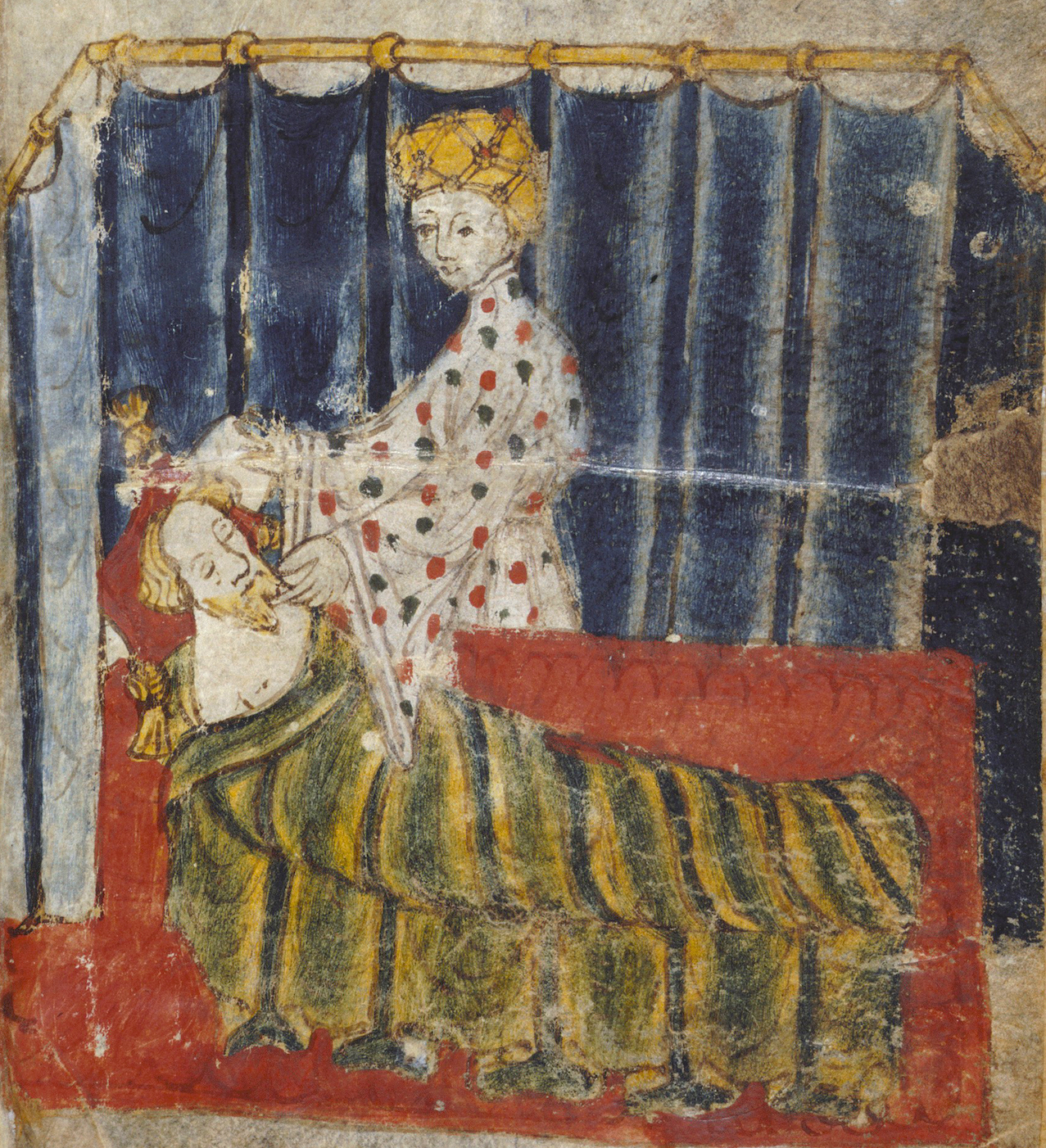
Lady Bertilak Gawain ágya mellett (ismeretlen művész festménye az eredeti kéziratból)

Feminista elemzők szerint a költemény a nők diadalát ábrázolja a férfiak felett. Morgan le Fay és Lady Bertilak talán a két legerősebb figura a műben – különösen Morgan, hiszen ő indítja el a játékot azzal, hogy megbűvöli a Zöld Lovagot. Az öv és Gawain sebe is a női hatalom szimbóluma, mert mindegyik gyengíti Gawain férfiasságát. Gawain nőgyűlölő monológja, amelyben minden bajáért a nőket okolja, és elsorolja mind a férfiakat, akik női fondorlatnak estek áldozatul, csak tovább erősíti a feminista nézetet, amely szerint a költeményben a női a legnagyobb hatalom.
Mások ezzel szemben úgy érvelnek, hogy az egész költemény csakis a férfiak nézeteire, tetteire és képességeire összpontosít. Úgy tűnhet ugyan, hogy Bertilak felesége erőteljes központi szereplő, jóformán férfifunkciókat vállalva lép fel példának okáért a hálószobai jelenetben, ez azonban felszínes olvasat. Hiába kezdeményező és merész a hölgy, a fókuszban Gawain érzései állnak, ő nyerheti vagy veszítheti a legtöbbet. A hölgy teszi meg az első lépést, mégis Gawainen múlik, mihez kezd ezekkel a mozzanatokkal. Ő uralja tehát mind a helyzetet, mind a kapcsolatukat.
A hálószobai jelenetben a hölgy negatív és pozitív cselekedeteit egyaránt a vágy vezérli. Érzelmei hajtják, hogy lépjen ki a tipikus női szerepből, és csak férfias szerepet öltve válhat erősebbé. Ezek a cselekedetek azonban házasságtörő színben tüntetik fel a hölgyet, egyes elemzők egyenesen a bibliai Évával állítják párhuzamba. Amikor rákényszeríti Gawaint, hogy fogadja el az övet (értsd: az almát), a Bertilakkal – értelemszerűen a Zöld Lovaggal – kötött egyezség felbomlik. Ebben az értelemben nyilvánvaló, hogy a hölgy révén „egy derék férfi esett áldozatul a csábításnak”.

### Posztkoloniális interpretációk
1350 és 1400 között – ebben az időszakban keletkezhetett a költemény – az angolok több ízben betörtek Walesbe, gyarmatosítani akarván a vidéket. A Gawain-költő az északnyugat-midlandsi dialektusban ír, amely a walesi–angol határvidéken volt használatos, vagyis a költő e konfliktus helyszínén élhetett. A posztkolonializmus lencséjén keresztül elsőként Patricia Clare Ingham vette szemügyre a művet, s azóta is élénk vita folyik arról, mekkora szerepet játszanak a költeményben a gyarmati nézeteltérések. Abban a legtöbb kritikus egyetért, hogy a nemiségnek szerepe van a Gawainben, de arról megoszlanak a vélemények, hogy a női szerep a gyarmatiakat erősíti vagy éppenséggel kiszorítja-e az angol és walesi kultúrák egymásra hatása során.
Nagy vita folyik továbbá a két kultúra harcának a versben ábrázolt politikai vetületéről is. Egyesek szerint Bertilak a walesi–angol határon tenyésző hibrid angol–walesi kultúra letéteményese. Ez az irányzat egy hibrid kultúra működését látja a műben, amely a két domináns kultúrát egymás ellen kijátszva új kulturális szabályokat és tradíciókat hoz létre. Más elemzők rámutatnak, hogy sok walesi vér kiontatott a 14. században, márpedig ez aligha kedvez az Ingham által felvetett baráti hibridizációnak. Felvetik, hogy épp ellenkezőleg, a versben a „mi őellenük” szcenárió érvényesül inkább, amelyben művelt és civilizált angolok állnak szemben a civilizálatlan határvidékkel, ahol Bertilak és a Gawain útjába kerülő egyéb szörnyek lakoznak.
A kolonizált területek e képével szöges ellentétben mások felvetik, hogy Hautdesertet, Bertilak uradalmát félreérti vagy egyenesen ignorálja a modern kritika. Szerintük ennek a vidéknek megvan a maga külön morális alapállása, aminek pedig központi szerep jut a műben. Bonnie Lander például leszögezi, hogy Hautdesert lakói „intelligensen erkölcstelenek”, maguk döntik el, milyen szabályok szerint éljenek, és milyeneket vessenek el, ebben pedig „a morális intuíció és a morális hit különbsége nyilvánul meg”. Lander szerint a határvidékiek a kifinomultabbak, mert nem fogadják el gondolkodás nélkül a lovagi törvényeket, hanem filozófiai, sőt Bertilak Artúr udvarában való megjelenése esetében valóságos értelemben is kétségbe vonják őket. Lander azért tartja magasabb rendűnek Hautdesert lakosait, mert a camelotiakból hiányzik az öntudat és az önismeret, márpedig a nem gondolkodó tömeg elnyomja az individuumot. E nézet szerint nem Bertilak és népe, hanem éppenséggel Artúr és udvara testesíti meg a szörnyeket.

### Gawain útja

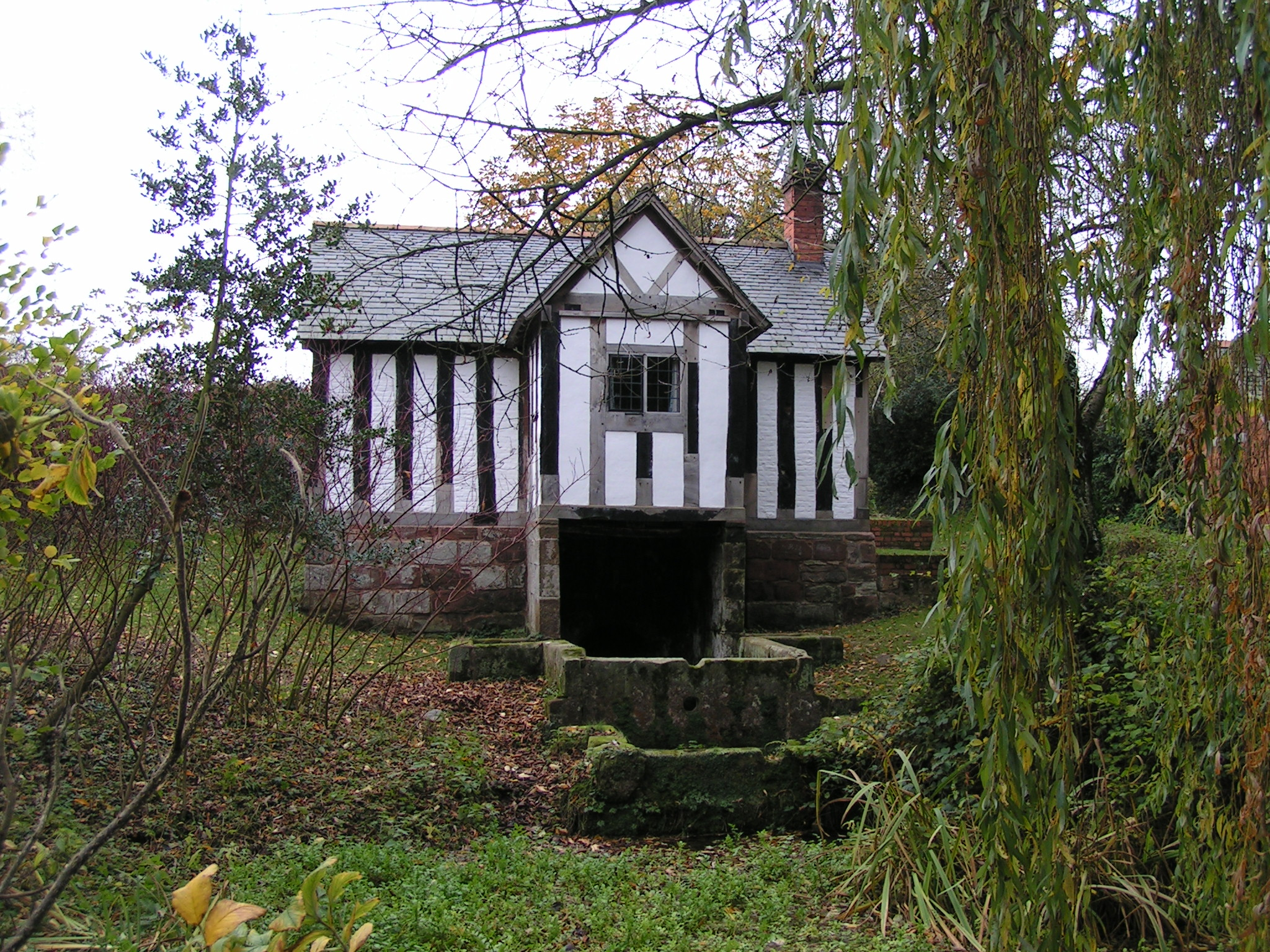
Szent Winifred kútja Holywellnél

Több kutató is megkísérelte felrajzolni Gawain Zöld Kápolnához vezető útjának való világbeli megfelelőjét. A költeményben szó esik például Anglesey szigeteiről, amelyek ma egy szigetként léteznek a walesi partoknál. A 700. sorban Gawain „Holy Head” mellett halad el, amelyet némelyek Holywellnek vagy a pulfordi Poulton ciszterci apátságának tartanak. Holywell arról híres, hogy itt fejezték le Szent Winifredet. A szűz Winifredet egy helybéli vezér ölette meg, amiért visszautasította a közeledését. A leány (szintén szent) nagybátyja visszaillesztette Winifred fejét, és begyógyította a sebet, amiből csak egy fehér heg maradt. A történet párhuzama a Gawainével valószínűsíti, hogy ezen a környéken vezethetett Gawain útja.
Gawaint úti célja a Gyöngy-költő dialektusrégiójába kalauzolja, itt keresendők Hautdesert várának és a Zöld Kápolnának az eredetijei. Hautdesertet általában Swythamley vidékére helyezik északnyugat-Midlandben, mert a versben található topográfiai leírásoknak is megfelel. Tudni lehet, hogy a 14. században mindazon vadak (szarvas, vadkan, róka) tenyésztek errefelé, amelyekre Bertilak vadászik. A Zöld Kápolna vagy Lud's Churchben, vagy Wetton Millben keresendő, mert ezek a tájak felelnek meg leginkább a szerző leírásának.

### Homoszexuális interpretációk
Richard Zeikowitz középkorkutató szerint a Zöld Lovag veszélyt jelent középkori világának „homoszociális” barátságfelfogására. Zeikowitz azt állítja, a vers narrátorát elbűvöli a Lovag szépsége, és költőileg homoerotizálja őt. A Zöld Lovag vonzereje kihívás Artúr udvarának homoszociális törvényei ellen, sőt az életmódjukat is fenyegeti. Zeikowitz leszögezi továbbá, hogy Gawain éppolyan vonzónak találja Bertilakot, mint a narrátor a Zöld Lovagot. Bertilak azonban a homoszociális erkölcskódexet követi, és barátságot köt Gawainnel. Az tehát, hogy Gawain többször is megcsókolja Bertilakot, nem homoszexuális, hanem homoszociális megnyilvánulás. A kor férfiai gyakran ölelkeztek össze, és csókolták meg egymást, a lovagi illemnek ez tökéletesen megfelelt. A Zöld Lovag alakja azonban elhomályosítja a határvonalat homoszocialitás és homoszexualitás között, s így azt jelképezi, hogy gyakran a középkori szerzőknek is nehezükre eshetett szétválasztani a kettőt.
Carolyn Dinshaw szerint a költemény mintegy válaszul született azokra a vádakra, hogy II. Richárdnak fiúszeretője volt – mintegy azt akarná megerősíteni tehát, hogy a keresztény rendben a heteroszexuális szerelem az elfogadott. A költemény keletkezésének idején a katolikus egyház már aggodalmát hangoztatta a férfiak csókváltásai miatt. Sok vallási vezető igyekezett megvilágítani a különbséget az erős bizalom és barátság meg a homoszexualitás között. A Gyöngy-költőt azonban mintha egyszerre vonzaná és taszítaná a homoszexuális vágy. Másik versében, a Cleannessben súlyos bűnökre mutat rá, ám közben nagy élvezettel és részletességgel ecseteli is őket. Ez a megszállottság a Gawainbe is átszivárog a Zöld Lovag leírásánál.
Dinshaw ezen túlmenően felveti, hogy Gawain nőies alakként is értelmezhető. Passzívan fogadja Lady Bertilak közeledését, és passzív Lord Bertilakkal való kapcsolatában is, sőt egyenesen nőszerepet alakít: megcsókolja a férfit. Ám, noha a költeményben kétségtelenül vannak homoszexuális elemek, ezeket a költő csak arra használja, hogy rámutasson: Gawain világában a heteroszexualitás a bevett életforma. Az is bizonyítja ezt, hogy Lady Bertilak és Gawain csókjai erotikus jellegűek, míg a Gawain és Lord Bertilak közötti csókváltások „érthetetlenek” a középkori olvasó számára. Más szóval, férfi és nő csókját a költő úgy ábrázolja, hogy az nemi érintkezéshez vezethet, a heteroszexuális világban azonban férfi és férfi csókjában nincs ilyen lehetőség.

## Magyarul
- Sir Gawain és a zöld lovag zord históriája régi angol versben a brit előidőkből; ford., utószó Vajda Miklós, jegyz. Szász Imre, ill. Reich Károly; Magyar Helikon, Bp., 1960

## Modern feldolgozások

### Könyvek
J. R. R. Tolkien és E. V. Gordon 1925-ben tette közzé a Sir Gawain and the Green Knight középangol szövegének kritikai kiadását; ennek átdolgozását jelentette meg 1967-ben Norman Davis. Ezt a középangol nyelvű, annotált művet gyakran összekeverik Tolkien fordításával, később ugyanis modern angolra ültette át a költeményt a Pearllel és egy másik névtelen középangol verssel, a Sir Orfeóval egyetemben. Ennek az először 1975-ben publikált fordításnak a borítóján utóbb gyakran szerzőként és nem fordítóként tüntették fel Tolkient. 2007-ben Simon Armitage, aki a Gawain-költő feltehető szülőföldjén nőtt fel, közzétette saját fordítását, amely nagy figyelmet keltett mind Angliában, mind az Egyesült Államokban; amerikai kiadója a W. W. Norton & Company volt. Magyarul is elérhető Tolkien egyik tanulmánya a Szörnyek és ítészek című esszégyűjteményben.

### Színház
A Tyneside Theatre 1971-ben állította színpadra a Sir Gawain and the Green Knightot a newcastle-i University Theatre-ben, Michael Bogdanov rendezésében, Brian Stone fordításának alapján. A zenét és a dalszövegeket Iwan Williams szerezte középkori énekek, például a Boar's Head Carol felhasználásával; „northumbriai duda” és más népi hangszerek, sípok, dobok szolgáltatták a „nyers” atmoszférát.
1992-ben Simon Corble vitte színre szintén középkori dalokkal és zenével a Midsommer Actors' Company előadásában, amellyel több helyen is felléptek.

### Opera
A Sir Gawain and the Green Knightból először 1978-ban készült opera: az oxfordshire-i Blewbury falu rendelte meg Richard Blackfordtól. A librettó John Emlyn Edwards ifjúsági író műve. Az operát 1979 márciusa és júniusa között lemezre vette és 1979 novemberétől forgalmazta a DECCA.
Gawain címmel szintén operát írt belőle Harrison Birtwistle, ezt 1991-ben mutatták be először. A kritika méltatta a költemény összetettségéhez való hűségéért, ami „mégis igazi lírai zeneiségben nyert kifejezést”. Újabb operafeldolgozás Lynne Plowman Gwyneth and the Green Knightja, amelynek 2002-ben volt a bemutatója. Ebben a műben a Sir Gawain inkább csak háttér, a központban Gawain női apródja, Gwyneth áll, aki lovag szeretne lenni. A kritika javára írta, hogy széles közönség, sőt gyerekek számára is élvezhető, de megrótta modern nyelvezetéért és helyenkénti erkölcsprédikációjáért.

### Film
A költeményt háromszor filmesítették meg, kétszer Stephen Weeks író-rendező: először mint Gawain and the Green Knightot 1973-ban, majd 1984-ben Sword of the Valiant: The Legend of Sir Gawain and the Green Knight („A hősök kardja: Sir Gawain és a Zöld Lovag legendája”) címmel, Miles O'Keeffe-fel Gawain és Sean Conneryvel a Zöld Lovag szerepében. Mindkét változat sok bírálatot kapott, amiért eltér a cselekménytől. Az 1973-as változatban például Gawain egy olyan kalandot is átél útközben, amely nem szerepel a költeményben, Bertilak és a Zöld Lovag összefüggésére pedig egyáltalán nem derül fény. A harmadik, legújabb feldolgozás a David Lowery által rendezett 2021-es The Green Knight. Legalább két tévéadaptáció is született: a Gawain and the Green Knight 1991-ben és a Sir Gawain and the Green Knight című animációs film 2002-ben.

### Videójáték
A Fire Emblem című sorozat több darabjában (Path of Radiance, Radiant Dawn) Sir Gawain figurája is megjelenik. Gawain nagy erejű harcos, régebben egy hatalmas hadsereg vezére volt, ellensége pedig a Fekete Lovag, aki az ő korábbi beosztását bitorolja. A Fekete Lovag végül megöli Gawaint.

## Fordítás
- Ez a szócikk részben vagy egészben a Sir Gawain and the Green Knight című angol Wikipédia-szócikk ezen változatának fordításán alapul.  Az eredeti cikk szerkesztőit annak laptörténete sorolja fel. Ez a jelzés csupán a megfogalmazás eredetét és a szerzői jogokat jelzi, nem szolgál a cikkben szereplő információk forrásmegjelöléseként.

### Hivatkozott helyek
- ↑ Armitage 2007:  Armitage, Simon. Sir Gawain and the Green Knight: A New Verse Translation. New York: Norton (2007. augusztus 2.). ISBN 9780393060485. Hozzáférés ideje: 2010. december 14.
- ↑ Arner 2006:  Arner, Lynn (2006 nyár). „The Ends of Enchantment: Colonialism and Sir Gawain and the Green Knight"” (angol nyelven). Texas Studies in Literature and Language 48 (2), 79–101. o.
- ↑ Arthur 1987:  Arthur, Ross G. Medieval Sign Theory and Sir Gawain and the Green Knight. Toronto: University of Toronto Press, 22, 26. o. (1987). ISBN 0-8020-5717-9
- ↑ Berger 1985:  Berger, Sidney E (1985). „Gawain's Departure from the Peregrinatio” (angol nyelven). Medieval Studies, Morgantown Vol. 2, 91–96. o, Kiadó: West Virginia University Press. [2010. január 29-i dátummal az eredetiből archiválva]. (Hozzáférés: 2010. december 29.)
- ↑ Besserman 1986:  Besserman, Lawrence (1986 nyár). „The Idea of the Green Knight” (angol nyelven). ELH 53 (2), 219–239. o, Kiadó: The Johns Hopkins University Press.
- ↑ Blackford 1979:  ARGO ZK 85: Sir Gawain and the Green Knight; an opera in six scenes by Richard Blackford. The DECCA Record Company Ltd. Argo Division, 115 Fulham Road, London, SW3 6RR: 1979.
- ↑ Borroff 2001:  Borroff, Marie. Sir Gawain and the Green Knight, Patience, Pearl: Verse Translations. New York: Norton, 58. o. (2001. augusztus 2.). ISBN 9780393976588. Hozzáférés ideje: 2010. március 16.
- ↑ Brewer 1992:  Brewer, Elisabeth. Sir Gawain and the Green Knight (angol nyelven). Woodbridge: D.S. Brewer (1992). ISBN 0-85991-359-7
- ↑ Broadview:   Introduction, Sir Gawain and the Green Knight, in: The Broadview Anthology of British Literature: The Medieval Period, Vol. 1., szerk: Joseph Black, et al. (angol nyelven), Toronto: Broadview Press, 235. o. (2006. május 5.). ISBN 1-55111-609-X
- ↑ Buchanan 1932:  Buchanan, Alice (1932. június). „The Irish Framework of Sir Gawain and the Green Knight” (angol nyelven). PLMA 47 (2), 315–338. o.
- ↑ Burnley 1973:  Burnley, J. D (1973). „The Hunting Scenes in 'Sir Gawain and the Green Knight'” (angol nyelven). The Yearbook of English Studies Vol. 3, 1–9. o.
- ↑ Burns 2001:  Burns, E. Jane (2001 ősz). „Courtly Love: Who Needs It? Recent Feminist Work in the Medieval Tradition” (angol nyelven). Signs 27 (1), 23–57. o. (Hozzáférés: 2010. december 14.)
- ↑ Burrow 1965:  Burrow, J. A. A Reading of Sir Gawain and the Green Knight. London: Kegan Paul, 163. o. (1965). ISBN 0-7100-1144-X. Hozzáférés ideje: 2010. december 29.
- ↑ Burrow 1965:  Burrow, J. A. A Reading of Sir Gawain and the Green Knight (angol nyelven). London: Kegan Paul, 162. o. (1965). ISBN 0-7100-8695-4
- ↑ Burrow 1971:  Burrow, J. Ricardian poetry: Chaucer, Gower, Langland and the 'Gawain' poet (angol nyelven). London: Routledge and K. Paul, 4–5. o. (1971). ISBN 0-7100-7031-4
- ↑ Bye 1991:  Bye, Anthony (1991. május). „Birtwistle's Gawain” (angol nyelven). The Musical Times 132 (1779), 231–33. o. DOI:10.2307/965691. (Hozzáférés: 2011. január 3.)
- ↑ Chamberlin 1968:  Chamberlin, Vernon A. (1968. március). „Symbolic Green: A Time-Honored Characterizing Device in Spanish Literature”. Hispania 51 (1), 29–37. o.
- ↑ Clark&Wasserman 1986:  Clark, S. L, Julian N. Wasserman (1986). „The Passing of the Seasons and the Apocalyptic in Sir Gawain and the Green Knight” (angol nyelven). South Central Review 3 (1), 5–22. o.
- ↑ Cooke 1998:  Cooke, Jessica (1998). „The Lady's 'Blushing' Ring in Sir Gawain and the Green Knight”. The Review of English Studies 49 (193), 1–8. o.
- ↑ Corble.co.uk Seasonal:  Corble, Simon: Sir Gawain and the Green Knight – A Seasonal Play in Verse with Medieval Christmas Songs and Music (angol nyelven). Simon Corble személyes honlapja. [2011. október 7-i dátummal az eredetiből archiválva]. (Hozzáférés: 2011. január 3.)
- ↑ Cox 2001:  Cox, Catherine (2001). „Genesis and Gender in Sir Gawain and the Green Knight” (angol nyelven). The Chaucer Review 35 (4), 379–390. o. Elektronikus változat: ISSN 1528-4204, nyomtatott változat: ISSN 0009-2002, doi:10.1353/cr.2001.0001. (Hozzáférés: 2011. január 3.)
- ↑ Dinshaw 1994:  Dinshaw, Carolyn (1994 nyár). „A Kiss Is Just a Kiss: Heterosexuality and Its Consolations in Sir Gawain and the Green Knight” (angol nyelven). Diacritics Vol. 24 (No. 2/3), 204-226. o.
- ↑ Friedman 1960:  Friedman, Albert B (1960). „Morgan le Fay in Sir Gawain and the Green Knight” (angol nyelven). Speculum Vol. 35 (No. 2), Kiadó: Medieval Academy of America.
- ↑ Friedman 1960:  Friedman, Albert B (1960. április). „Morgan le Fay in Sir Gawain and the Green Knight” (angol nyelven). Speculum Vol. 35 (No. 2), 260-274. o.
- ↑ Frye 1973:  Frye, Northrop. Anatomy of Criticism (angol nyelven). Princetown: Princetown University Press, 186. o. [1971] (1973). ISBN 0-691-01298-9
- ↑ Goldhurst 1958:  Goldhurst, William (1958. november). „The Green and the Gold: The Major Theme of Gawain and the Green Knight”. College English 20 (2), 61–65. o. doi:10.2307/372161.
- ↑ Goodlad 1987:  Goodlad, Lauren M. (1987). „The Gamnes of Sir Gawain and the Green Knight” (angol nyelven). Comitatus: A Journal of Medieval and Renaissance Studies Vol. 18, 46–58. o. (Hozzáférés: 2011. január 3.)
- ↑ Green 1962:  Green, Richard Hamilton (1962. június). „Gawain's Shield and the Quest for Perfection” (angol nyelven). ELH 29 (2), 121–139. o.
- ↑ Hahn Carle:  Hahn, Thomas. The Carle of Carlisle, In: Sir Gawain: Eleven Romances and Tales (angol nyelven), Western Michigan University Medieval Institute Publications (2000). ISBN 1-879288-59-1. Hozzáférés ideje: 2010. december 27.
- ↑ Hahn Greene:  Hahn, Thomas. The Greene Knight, in: Sir Gawain: Eleven Romances and Tales (angol nyelven), Western Michigan University Medieval Institute, 314. o. (2000). ISBN 1-879288-59-1
- ↑ Hahn Greene:  Hahn, Thomas. The Greene Knight [archivált változat], In: Sir Gawain: Eleven Romances and Tales (angol nyelven), Western Michigan University Medieval Institute Publications. ISBN 1-879288-59-1. (2000). Hozzáférés ideje: 2010. december 27. [archiválás ideje: 2010. október 21.]
- ↑ Hahn King&King:  Hahn, Thomas. King Arthur and King Cornwall, In: Sir Gawain: Eleven Romances and Tales (angol nyelven), Western Michigan University Medieval Institute, 427. o. (2000). ISBN 1-879288-59-1
- ↑ Hahn Turke:  Hahn, Thomas. The Turke and Sir Gawain, In Sir Gawain: Eleven Romances and Tales (angol nyelven), Western Michigan University Medieval Institute Publications (2000). ISBN 1-879288-59-1. Hozzáférés ideje: 2010. december 27.
- ↑ Harwood 1991:  Harwood, Britton J (1991). „Gawain and the Gift” (angol nyelven). PMLA 106 (3), 483–99. o.
- ↑ Heng 1991:  Heng, Geraldine (1991). „Feminine Knots and the Other Sir Gawain and the Green Knight” (angol nyelven). PMLA 106 (3), 500–514. o.
- ↑ Hirsch 2007:  Hirsch, Edward. „A Stranger in Camelot”, The New York Times, 2007. december 16., 7.1. oldal (Hozzáférés: 2010. december 14.)
- ↑ Howard 1964:  Howard, Donald R (1964. július). „Structure and Symmetry in Sir Gawain” (angol nyelven). Speculum 39 (3), 425–433. o.
- ↑ Hulbert 1916:  Hulbert, J. R. (1916. április). „Syr Gawayn and the Grene Knyzt (Concluded)” (angol nyelven). Modern Philology 13 (12), 689–730. o.
- ↑ Imdb.com 1973:  Gawain and the Green Knight (1973) (angol nyelven). imdb. (Hozzáférés: 2007. április 13.)
- ↑ Imdb.com 1984:  Sword of the Valiant: The Legend of Sir Gawain and the Green Knight (1984) (angol nyelven). imdb. (Hozzáférés: 2007. április 13.)
- ↑ Imdb.com 1991:  Gawain and the Green Knight (1991) (TV) (angol nyelven). imdb. (Hozzáférés: 2010. december 14.)
- ↑ Imdb.com 2002:  Sir Gawain and the Green Knight (2002) (TV) (angol nyelven). imdb. (Hozzáférés: 2010. december 14.)
- ↑ Jackson 1920:  Jackson, I (1920. január). „Sir Gawain's Coat of Arms” (angol nyelven). The Modern Language Review 15 (1), 77–79. o.
- ↑ Kittredge 1960:  Kittredge, George Lyman. A Study of Sir Gawain and the Green Knight (angol nyelven). Harvard University Press, 76. o.. ASIN B0006AWBXS (1960)
- ↑ LaBossière&Gladson 1992:  LaBossière, Camille R, Jerry A. Gladson. Solomon, A Dictionary of Biblical Tradition in English Literature (angol nyelven). Grand Rapids, Michigan: William B. Eerdmans Publishing Company, 722. o.. ISBN 0-85244-224-6 (1992)
- ↑ Lander 2007:  Lander, Bonnie (2007). „The Convention of Innocence and Sir Gawain and the Green Knight's Literary Sophisticates” (angol nyelven). Parergon 24 (1), 41–66. o.
- ↑ Lasater:  Lasater, Alice E. Spain to England: A Comparative Study of Arabic, European, and English Literature of the Middle Ages (angol nyelven). University Press of Mississippi (1974). ISBN 0-87805-056-6
- ↑ Lewis 1959:  Lewis, John S. (1959. október). „Gawain and the Green Knight”. College English 21 (1), 50–51. o.
- ↑ Lupack 2005:  Lupack, Alan. Gawain, Oxford Guide to Arthurian Literature and Legend. Oxford University Press, 291–327. o. (2005)
- ↑ Lynneplowman.co.uk Gwyneth:  Opera — Gwyneth and the Green Knight (angol nyelven). Lynne Plowman weboldala. lynneplowman.co.uk. [2007. október 14-i dátummal az eredetiből archiválva]. (Hozzáférés: 2011. január 3.)
- ↑ Markman 1957:  Markman, Alan M. (1957. szeptember). „The Meaning of Sir Gawain and the Green Knight” (angol nyelven). PMLA 72 (4), 574–586. o.
- ↑ McGee 1899:  McGee, W. J (1899. október). „The Beginning of Mathematics”. American Anthropologist 1 (4), 646–674. o.
- ↑ Mills 1970:  Mills, David (1970). „The Rhetorical Function of Gawain's Antifeminism?” (angol nyelven). Neuphilologische Mitteilungen (71), 635–4. o.
- ↑ Mills 1970:  Mills, M. Christian Significance and Roman Tradition in Sir Gawain and the Green Knight, in: Critical Studies of Sir Gawain and the Green Knight, szerk: Donald R. Howard, Christian Zacher, 2 (angol nyelven), Notre Dame, Indiana: University of Notre Dame Press, 85-105. o. (1970). ISBN 0-681-22971-3
- ↑ Mills 1991:  Mills, Maldwyn (1991). „Review” (angol nyelven). The Yearbook of English Studies Vol. 21, 336–337. o.
- ↑ Nelles 2004:  Nelles, William. The Pearl-Poet, in: Cyclopedia of World Authors, 4, javított kiadás (angol nyelven), Pasadena: Salem Press, 2450–2451. o. [1958] (2004)
- ↑ Norton 2006:   The Norton Anthology of English Literature, Szerk. Stephen Greenblatt, B. kötet, 8, New York, London: W. W. Norton and Co., 19–21, 60–161 és 213  (lábjegyzetben). o. (2006). ISBN 0-393-92833-0
- ↑ Pearl 2001:  Pearl: Introduction. Medieval Institute Publications, Inc., 2001. (Hozzáférés: 2010. december 14.)
- ↑ Peterson 1974:  Peterson, Clifford J (1974). „The Pearl-Poet and John Massey of Cotton, Cheshire”. The Review of English Studies, New Series 25 (99), 257–266. o.
- ↑ Pugh 2002:  Pugh, Tison (2002). „Gawain and the Godgames” (angol nyelven). Christianity and Literature 51 (4), 526–551. o.
- ↑ Reichardt 1984:  Reichardt, Paul F. (1984). „Gawain and the Image of the Wound”. PMLA 99 (2), 154–61. o. DOI:10.2307/462158. (Hozzáférés: 2010. december 29.)
- ↑ Rix 1953:  Rix, Michael M. (1953. június). „A Re-Examination of the Castleton Garlanding” (angol nyelven). Folklore 64 (2), 342–344. o.
- ↑ Robertson 1982:  Robertson, Michael (1982. október). „Stanzaic Symmetry in Sir Gawain and the Green Knight” (angol nyelven). Speculum 57 (4), 779–785. o.
- ↑ Rowley 2003:  Rowley,, Sharon M. (2003). „Textual Studies, Feminism, and Performance in Sir Gawain and the Green Knight” (angol nyelven). The Chaucer Review Vol. 38, 158–177. o.
- ↑ Stone 1974:  Stone, Brian. Sir Gawain and the Green Knight. Penguin, 138. o. (1974)
- ↑ Tolkien 1975:  Tolkien, J. R. R.szerk.: Christopher Tolkien: Sir Gawain and the Green Knight, Pearl, and Sir Orfeo. Random House. ISBN 9780345277602
- ↑ Tolkien&Gordon 1925:   introduction, Sir Gawain and the Green Knight, Szerkesztette J. R. R. Tolkien és E. V. Gordon, felülvizsgálta Norman Davis (angol nyelven), xv. o.. ASIN B000IPU84U (1925)
- ↑ Tolkien&Gordon 1925:   Sir Gawain and the Green Knight, megjegyzés a 2514 sorhoz. Szerk: J. R. R. Tolkien és E. V. Gordon, 2. kiadás (angol nyelven), Oxford University Press. ASIN B000IPU84U (1925)
- ↑ Turville-Petre 1977:  Turville-Petre, Thorlac. The Alliterative Revival (angol nyelven). Woodbridge: Brewer, 126–129. o. (1977). ISBN 0-85991-019-9
- ↑ Twomey Anglesey:  Twomey, Michael: Anglesey and North Wales. Travels With Sir Gawain. Ithaca Univ. (Hozzáférés: 2010. december 14.)
- ↑ Twomey Chapel:  Twomey, Michael: The Green Chapel. Travels With Sir Gawain. Ithaca Univ. (Hozzáférés: 2010. december 14.)
- ↑ Twomey Haudesert:  Twomey, Michael: Hautdesert. Travels With Sir Gawain. Ithaca Univ. (Hozzáférés: 2010. december 14.)
- ↑ Twomey Head:  Twomey, Michael: The Holy Head and the Wirral. Travels With Sir Gawain. Ithaca Univ. (Hozzáférés: 2007. június 21.)
- ↑ Walrdon 1996:  Andrew, Malcolm, Ronald Walrdon. The Poems of the Pearl Manuscript. Exeter: U of Exter P, 273. o. (1996. augusztus 2.). ISBN 0859895149. Hozzáférés ideje: 2010. március 16.
- ↑ White Tolkien:  White, Michael. Tolkien: A Biography. New American Library. ISBN 0-451-21242-8
- ↑ Williams 1959:  Williams, Margaret. The Pearl Poet, His Complete Works (angol nyelven). Random House. ASIN B0006BQEJY (1967)
- ↑ Woods 2002:  Woods, William F (2002). „Nature and the Inner Man in Sir Gawain and the Green Knight” (angol nyelven). The Chaucer Review Vol. 36 (No. 3), 209–227. o.
- ↑ Worthpoint.com lemezismertető: Lemezismertető: Sir Gawain & The Green Knight LP (angol nyelven). WorthPoint aukciós honlap. (Hozzáférés: 2011. január 3.)
- ↑ Zeikowitz 2002:  Zeikowitz, Richard E. (2002. szeptember). „Befriending the Medieval Queer: A Pedagogy for Literature Classes” (angol nyelven). College English Vol. 65 (No. 1 Special Issue: Lesbian and Gay Studies/Queer Pedagogies), 67-80. o.